# Guerra do Camboja (1979–1989)
A Guerra Cambojana-Vietnamita  foi um conflito armado entre o Kampuchea Democrático, controlado pelo Khmer Vermelho de Pol Pot, e a República Socialista do Vietnã. Tudo começou em dezembro de 1978, com uma invasão vietnamita do Camboja que derrubou o Khmer Vermelho e terminou em 1989 com a retirada das forças vietnamitas do Camboja. A guerra foi parte da ruptura sino-soviética durante a Guerra Fria, com a União Soviética apoiando o Vietnã e a China apoiando o Khmer Vermelho.
Apesar de ambos serem comunistas, a aliança entre o Partido Comunista do Vietnã e o Khmer Vermelho se desfez depois que ambos derrotaram os regimes anticomunistas vietnamita e cambojano, respectivamente, na Guerra do Vietnã. Como resultado, a guerra foi precedida por anos de conflito entre o Vietnã e o Khmer Vermelho, incluindo numerosos massacres cometidos pelo Khmer Vermelho, nomeadamente o massacre de Ba Chúc, que vitimou mais de 3.000 civis vietnamitas em abril de 1978. Em 21 de dezembro de 1978, os vietnamitas lançaram uma ofensiva limitada em direção à cidade de Kratié. Em 23 de dezembro de 1978, 10 das 19 divisões do Exército Revolucionário do Kampuchea do Khmer Vermelho abriram fogo ao longo da fronteira com o Vietnã  com o objetivo de invadir as províncias fronteiriças do sudoeste de Đồng Tháp, An Giang e Kiên Giang. Em 25 de dezembro de 1978, o Vietnã apoiou os dissidentes cambojanos no exílio e lançou uma invasão em grande escala do Kampuchea, ocupando o país em duas semanas, capturando a capital Phnom Penh e removendo o governo do Khmer Vermelho do Partido Comunista do Kampuchea do poder. Ao fazê-lo, o Vietnã pôs fim definitivo ao genocídio cambojano, que matou entre 1,2 e 2,8 milhões de pessoas ou entre 13 e 30 por cento da população do país desde 1975. No entanto, o regime do Khmer Vermelho manteve a sua adesão às Nações Unidas e a guerra isolou o Vietnã da comunidade internacional. A ocupação vietnamita causou descontentamento entre os cambojanos.
Após a captura da capital, Pol Pot e o Khmer Vermelho foram forçados a recuar para a selva perto da fronteira com a Tailândia, onde o Khmer Vermelho, juntamente com a Frente de Libertação Nacional do Povo Khmer, liderada por Son Sann, e a FUNCINPEC, liderada pelo ex-rei Norodom Sihanouk, continuaram a lutar contra o exército vietnamita e o governo cambojano pró-vietnamita. Em 1982, eles formaram o Governo de Coalizão do Kampuchea Democrático. O objetivo do Vietnã de derrotar os remanescentes do Khmer Vermelho não foi alcançado e dificuldades internas forçaram o Vietnã a retirar gradualmente suas tropas. O exército vietnamita retirou-se completamente em Setembro de 1989 e, em 1991, foram assinados os Acordos de Paz de Paris para abrir o processo de reconciliação entre as facções do Camboja, levando a uma transição liderada pela ONU e à restauração do regime multipartidário e de uma monarquia constitucional no Camboja em setembro de 1993.

## Antecedentes

### Guerra do Vietnã
Durante a Guerra do Vietnã, os comunistas vietnamitas e cambojanos formaram uma aliança para lutar contra governos anticomunistas e capitalistas apoiados pelos EUA em seus respectivos países (República do Vietnã e República Khmer). Apesar da cooperação com os vietnamitas, a liderança do Khmer Vermelho temia que os comunistas vietnamitas estivessem planejando formar uma federação indochinesa, que seria dominada pelo Vietnã. Eles também abrigavam sentimentos irredentistas sobre a região do Delta do Mekong. Para impedir qualquer tentativa dos vietnamitas de dominá-los, a liderança do Khmer Vermelho começou, quando o governo Lon Nol capitulou em 1975, a expurgar pessoal treinado pelos vietnamitas de suas próprias fileiras. Então, em maio de 1975, o recém-formado Kampuchea Democrático começou a atacar o Vietnã do Sul, começando com um ataque à ilha de Phú Quốc ou Koh Tral, como eram chamadas pelo Vietnã e pelo Camboja naquela época, respectivamente.

### Lutas internas
Apesar dos combates, os líderes do Vietnã e do Kampuchea reunificados fizeram várias trocas diplomáticas públicas ao longo de 1976 para destacar as supostas fortes relações entre eles. Entretanto, nos bastidores, os líderes do Kampuchea continuaram a temer o que percebiam como expansionismo vietnamita. Portanto, em 30 de abril de 1977, eles lançaram outro grande ataque militar ao Vietnã. Chocado com o ataque do Kampuchea, o Vietnã lançou um ataque retaliatório no final de 1977, numa tentativa de forçar o governo do Kampuchea a negociar. Os militares vietnamitas se retiraram em janeiro de 1978, embora seus objetivos políticos não tivessem sido alcançados; o Khmer Vermelho continuou relutante em negociar seriamente.
Combates em pequena escala continuaram entre os dois países ao longo de 1978, enquanto a China tentava mediar negociações de paz entre os dois lados. Contudo, os dois governos não conseguiram chegar a um acordo. No final de 1978, os líderes vietnamitas decidiram remover o governo do Kampuchea Democrático, dominado pelo Khmer Vermelho, percebendo-o como pró-chinês e hostil ao Vietnã. Em 25 de dezembro de 1978, 150.000 soldados vietnamitas invadiram o Kampuchea Democrático e derrotaram o Exército Revolucionário Kampucheano em apenas duas semanas, encerrando assim o governo de Pol Pot, que havia sido responsável pelas mortes de quase um quarto de todos os cambojanos entre 1975 e dezembro de 1978 durante o genocídio cambojano. A intervenção militar vietnamita e a subsequente facilitação da ajuda alimentar internacional por parte das forças de ocupação para atenuar a fome massiva puseram fim ao genocídio.

### Estabelecimento da RPK
Em 8 de janeiro de 1979, a República Popular do Kampuchea (RPK), pró-vietnamita, foi estabelecida em Phnom Penh, marcando o início de uma ocupação vietnamita de dez anos. Durante esse período, o Kampuchea Democrático do Khmer Vermelho continuou a ser reconhecido pelas Nações Unidas como o governo legítimo do Kampuchea, já que vários grupos de resistência armada foram formados para lutar contra a ocupação vietnamita. Durante o conflito, esses grupos receberam treinamento na Tailândia do Serviço Aéreo Especial do Exército Britânico. Nos bastidores, o primeiro-ministro Hun Sen, do governo RPK, abordou facções do Governo de Coalizão do Kampuchea Democrático (CGDK) para iniciar negociações de paz. Sob pressão diplomática e econômica da comunidade internacional, o governo vietnamita implementou uma série de reformas econômicas e de política externa e se retirou do Kampuchea em setembro de 1989.
Na Terceira Reunião Informal de Jacarta, em 1990, sob o Plano de Paz Cambojano patrocinado pela Austrália, representantes do CGDK e do PRK concordaram com um acordo de compartilhamento de poder formando um governo de unidade conhecido como Conselho Nacional Supremo (CNS). O papel do CNS era representar a soberania cambojana no cenário internacional, enquanto a Autoridade de Transição das Nações Unidas no Camboja (UNTAC) tinha a tarefa de supervisionar as políticas internas do país até que um governo cambojano fosse eleito pelo povo. O caminho do Camboja para a paz provou ser difícil, já que os líderes do Khmer Vermelho decidiram não participar das eleições gerais, mas, em vez disso, escolheram interromper o processo eleitoral lançando ataques militares contra forças de paz da ONU e matando migrantes étnicos vietnamitas. Em maio de 1993, o movimento FUNCINPEC de Sihanouk derrotou o Partido Popular Cambojano (CPP), antigo Partido Revolucionário do Povo Kampucheano (KPRP), para vencer as eleições gerais. Entretanto, a liderança do CPP se recusou a aceitar a derrota e anunciou que as províncias orientais do Camboja, de onde vinha a maior parte dos votos do CPP, se separariam do Camboja. Para evitar tal resultado, Norodom Ranariddh, o líder do FUNCINPEC, concordou em formar um governo de coalizão com o CPP. Pouco depois, a monarquia constitucional foi restaurada e o Khmer Vermelho foi proibido pelo recém-formado governo cambojano.

### História cambojana-vietnamita
Angkor, a sede do Império Khmer, foi submetida à influência vietnamita já no século XIII. A influência vietnamita espalhou-se gradual e indiretamente, e foi somente no início do século XIX que o Vietnã exerceu controle direto. No entanto, as tentativas vietnamitas de anexar o Camboja começaram no século XVII, quando forças vietnamitas do domínio Nguyen em Cochinchina ajudaram dissidentes cambojanos a derrubar seu único rei muçulmano, Ramathipadi I.  A partir de então, os senhores Nguyen e seus sucessores, os imperadores Nguyen, frequentemente intervieram no Camboja. Em 1813, Nak Ong Chan conquistou o trono cambojano com a ajuda do Vietnã e, sob seu governo, o Camboja se tornou um protetorado . Após sua morte em 1834, o império vietnamita sob Minh Mang, que mantinha fortes crenças confucionistas, anexou e colonizou o Camboja. O Camboja era governado por uma administração vietnamita em Phnom Penh e denominado uma província vietnamita. O imperador vietnamita tentou apagar a cultura Khmer, que tinha derivado a base da sociedade, vestimenta e religião cambojanas da Índia e não da China. A tendência de domínio vietnamita continuou durante a colonização francesa, sob a qual a antiga região sul do Camboja (a região de Saigon, o Delta do Mekong e Tây Ninh) foi integrada à colônia francesa de Cochinchina. Mais tarde, os Khmer Vermelhos justificaram as suas incursões no Vietnã como uma tentativa de recuperar os territórios que o Camboja tinha perdido durante os séculos anteriores.

### Ascensão do comunismo
O movimento comunista no Camboja e no Vietnã começou antes da Segunda Guerra Mundial com a fundação do Partido Comunista da Indochina (PCI), quase exclusivamente dominado pelos vietnamitas, originalmente destinado a lutar contra o domínio colonial francês na Indochina. Em 1941, Nguyen Ai Quoc (comumente conhecido por seu pseudônimo Ho Chi Minh) fundou o Viet Nam Doc Lap Dong Minh Hoi, ou Viet Minh. Quando os japoneses foram derrotados no final da Segunda Guerra Mundial, ele iniciou a primeira guerra de independência da Indochina contra os franceses. Durante esse período, as forças vietnamitas fizeram uso extensivo do território cambojano para transportar armas, suprimentos e tropas. Esta relação durou durante toda a Guerra do Vietnã, quando os comunistas vietnamitas usaram o Camboja como rota de transporte e área de preparação para ataques ao Vietnã do Sul.
Em 1951, o Vietnã orientou o estabelecimento de um partido comunista cambojano separado, o Partido Revolucionário do Povo Kampucheano (KPRP), que se aliou a um movimento separatista nacionalista cambojano, o Khmer Serei (Khmers Livres), a fim de buscar a independência. De acordo com os Acordos de Genebra de 1954, que negociaram o fim do domínio francês, o recém-criado Vietnã do Norte comunista retirou todos os seus soldados e quadros do Viet Minh do Camboja. Como o KPRP era composto principalmente por vietnamitas étnicos ou cambojanos sob sua tutela, cerca de 5.000 quadros comunistas os acompanharam.
O vácuo de poder deixado pelos comunistas vietnamitas no Camboja foi rapidamente preenchido pelo regresso de um jovem grupo de revolucionários comunistas cambojanos, muitos dos quais receberam a sua educação em França. Em 1960, o KPRP mudou seu nome para Partido Comunista Kampucheano (KCP), e o nome foi posteriormente adotado pela coalizão majoritária formada em torno de Saloth Sar (Pol Pot), Ieng Sary e Khieu Samphan como sucessor do KCP. Esta camarilha tornou-se a génese do Khmer Vermelho e a sua doutrina foi fortemente influenciada pela ideologia maoísta.

### Sentimento anti-vietnamita de Lon Nol
Após a remoção de Sihanouk do poder em março de 1970, o líder da nova República Khmer, Lon Nol, apesar de ser anticomunista e ostensivamente no campo "pró-americano", apoiou a FULRO contra todos os vietnamitas, tanto o Vietnã do Sul anticomunista quanto o Viet Cong comunista. Após o golpe de 1970, milhares de vietnamitas foram massacrados pelas forças de Lon Nol. Muitos dos mortos foram jogados no Rio Mekong. 310.000 vietnamitas étnicos fugiram do Camboja como resultado. O Khmer Vermelho vietnamita vietnamita que permaneceu no país durante seu governo vietnamita.

### Ideologia do Khmer Vermelho
O governo do Khmer Vermelho adotou o termo misterioso Angkar, ou "a organização", e as identidades dos seus líderes permaneceram confidenciais até 1977. O chefe de estado oficial era Khieu Samphan, mas os dois homens no controle do partido eram Pol Pot e Ieng Sary. O objetivo final do Khmer Vermelho era apagar a estrutura do estado cambojano, que eles viam como feudal, capitalista e a serviço das agendas da elite latifundiária e dos imperialistas. Em seu lugar, eles esperavam criar uma sociedade sem classes, baseada inteiramente em trabalhadores-camponeses. As ideologias e os objectivos radicais do Khmer Vermelho eram conceitos estranhos às massas. A revolução socialista teve muito pouco apelo popular, o que levou Pol Pot e os seus quadros a usar o sentimento ultranacionalista, um governo repressivo e assassino, e propaganda destinada a demonizar os vietnamitas para manter o controlo.
Um importante ponto de partida entre a facção do Khmer Vermelho e o Partido Comunista do Kampuchea, alinhado ao Vietnã, que favoreceu a ideologia marxista-leninista mais clássica, foi a adoção pelo Khmer Vermelho de uma forma nacionalista de maoísmo, um dos poucos grandes partidos comunistas a fazê-lo após a ruptura sino-soviética. Isso serviu de base para as políticas agrárias do Khmer Vermelho.
Mesmo antes do fim da Guerra do Vietnã, a relação entre o Khmer Vermelho — que estava em processo de tomada de poder de um governo apoiado pelos EUA e liderado por Lon Nol — e o Vietnã do Norte estava tensa. Os confrontos entre os comunistas vietnamitas e as forças do Khmer Vermelho começaram já em 1974 e, no ano seguinte, Pol Pot assinou um tratado que codificava a "amizade" entre o Khmer Vermelho e a China.

## Diplomacia e ação militar

### 1975–1976: Da luta à construção de relações amigáveis
Com a queda de Phnom Penh e depois a queda de Saigon em abril de 1975, os comunistas tomaram completamente o poder em seus respectivos países. No entanto, isso imediatamente provocou um novo conflito entre o Vietnã e o Camboja. Embora os norte-vietnamitas e os Khmer Vermelhos tivessem lutado lado a lado anteriormente, os líderes do recém-criado Kampuchea Democrático continuaram a encarar o Vietnã com grande suspeita, porque acreditavam que os comunistas vietnamitas nunca tinham desistido do seu sonho de criar uma federação indochinesa com o Vietnã como líder. Por essa razão, o governo do Kampuchea retirou todas as forças militares norte-vietnamitas do território do Kampuchea logo após a captura de Phnom Penh em 17 de abril de 1975. No primeiro grande confronto entre os dois antigos aliados, o Exército Revolucionário do Kampuchea (ERK) invadiu a ilha vietnamita de Phú Quốc em 1 de maio de 1975 (apenas 24 horas após a queda de Saigon), alegando que era historicamente parte do território do Kampuchea.
Nove dias depois, em 10 de maio de 1975, o KRA continuou sua incursão capturando as Ilhas Thổ Chu, onde executou 500 civis vietnamitas. Os militares vietnamitas responderam imediatamente às ações do Kampuchean lançando um contra-ataque e removendo as forças do Kampuchean de Phú Quốc e Thổ Chu, e então invadindo a ilha Kampucheana de Koh Poulo Wai. Em junho de 1975, durante uma visita a Hanói, Pol Pot propôs que o Vietnã e seu país assinassem um tratado de amizade e iniciassem discussões sobre disputas de fronteira. No entanto, essas discussões nunca se materializaram e os Kampucheanos alegaram que o Vietnã recusou ambas as ofertas. Em agosto de 1975, o Vietnã devolveu a ilha de Koh Poulo Wai ao Kampuchea e reconheceu formalmente a soberania do Kampuchea sobre a ilha.
Após esses incidentes, ambos os países tentaram melhorar suas relações diplomáticas com uma série de mensagens de felicitações e visitas de intercâmbio. Em 17 de abril de 1976, os líderes vietnamitas enviaram uma mensagem para parabenizar Khieu Samphan, Nuon Chea e Pol Pot por suas "eleições" como presidente, presidente dos Representantes do Povo e primeiro-ministro do Kampuchea, respectivamente. Além disso, os vietnamitas chegaram a denunciar o "suposto bombardeio americano" de Siem Reap em fevereiro de 1976, reforçando assim as alegações fictícias dos Kampucheanos sobre o incidente. Em resposta, em junho de 1976, a liderança Kampucheana enviou uma mensagem ao Governo Revolucionário Provisório da República do Vietnã do Sul, que governava o Vietnã do Sul desde a queda de Saigon, parabenizando-o pelo sétimo aniversário de sua criação.
Em julho de 1976, após o estabelecimento da República Socialista do Vietnã como um país reunificado, a Rádio Phnom Penh transmitiu um comentário que proclamava que "a solidariedade militante e a amizade entre os povos do Kampuchea Democrático e da República Socialista do Vietnã estavam se tornando cada vez mais verdes e fortes". No entanto, durante o mesmo mês, Pol Pot insinuou publicamente tensões entre o Vietnã e o Kampuchea quando disse a uma delegação da mídia vietnamita visitante que havia obstáculos e dificuldades no relacionamento entre os dois países. No entanto, em 21 de setembro de 1976, foi estabelecido o primeiro serviço aéreo conectando Hanói e a Cidade de Ho Chi Minh com Phnom Penh. Então, em dezembro de 1976, a Organização Revolucionária Kampucheana enviou saudações ao Partido Comunista Vietnamita durante seu Quarto Congresso.

### 1977: Incursões e preparação para a guerra
No final de 1976, enquanto o Vietnã e o Kampuchea pareciam publicamente estar melhorando suas relações, as suspeitas privadas sobre a liderança de ambos os países cresciam. Da perspectiva vietnamita, eles eram os patronos de revoluções marxistas-leninistas genuínas no Sudeste Asiático, por isso era vital para eles exercerem controlo sobre os Kampucheanos e os Laosianos. De fato, essa foi a razão pela qual o Vietnã do Norte apoiou o Khmer Vermelho durante sua luta contra o governo de Lon Nol, na esperança de que os comunistas do Kampuchea adotassem uma linha pró-vietnamita após sua vitória, da mesma forma que o Pathet Lao havia feito. Entretanto, suas esperanças foram frustradas já em 1973, porque as formações do Exército Popular do Vietnã (PAVN) que operavam em territórios ocupados pelo Khmer Vermelho eram ocasionalmente submetidas a ataques armados por seus aliados. A posição vietnamita dentro do Kampuchea ficou ainda mais enfraquecida após o fim da guerra, uma vez que não havia elementos pró-vietnamitas no Partido Comunista do Kampuchea.
Quando o pró-chinês Pol Pot e seu cunhado Ieng Sary renunciaram aos seus respectivos cargos de primeiro-ministro e ministro das Relações Exteriores em setembro de 1976, o primeiro-ministro vietnamita Phạm Văn Đồng e o secretário-geral do Partido Comunista, Lê Duẩn, estavam otimistas de que o Vietnã poderia exercer maior influência sobre os Kampucheanos. Em uma reunião privada com o embaixador soviético no Vietnã em 16 de novembro de 1976, Lê Duẩn rejeitou Ieng Sary e Pol Pot como "pessoas ruins por suas políticas pró-chinesas". Le Duẩn então afirmou que Nuon Chea, que havia ascendido ao cargo de primeiro-ministro do Kampuchea Democrático como substituto de Pol Pot, era uma pessoa de orientação pró-vietnamita, então o Vietnã poderia exercer sua influência por meio dele. No entanto, os eventos que se desenvolveram nos meses seguintes provariam que Lê Duẩn estava enganado em sua avaliação de Nuon Chea.
Enquanto isso, em Phnom Penh, a liderança do Kampuchea havia desenvolvido medo e ódio pela liderança vietnamita como resultado do domínio histórico do Vietnã sobre seu país. Da perspectiva do Kampuchea, a estratégia vietnamita para dominar a Indochina envolvia infiltrar os partidos comunistas do Kampuchea e do Laos com quadros treinados no Vietnã. Por essa razão, quando o primeiro grupo de militares do Khmer Vermelho treinados no Vietnã do Norte retornou ao país, eles foram imediatamente expurgados do KCP. Durante os meses que se seguiram à derrota do governo de Lon Nol, Pol Pot continuou a expurgar o KCP e o Governo do Kampuchea Democrático daqueles que ele acreditava serem agentes soviéticos e vietnamitas. Então, no contexto do triunfalismo que prevalecia entre a liderança do Khmer Vermelho – eles alegavam ter derrotado sozinhos os "imperialistas americanos" – o Kampuchea Democrático começou a se preparar para a guerra contra o Vietnã.
Enquanto o KRA se preparava para a guerra contra o Vietnã, a mídia controlada pelo Estado no Vietnã enviou mensagens de felicitações ao Governo do Kampuchea Democrático no segundo aniversário de sua criação, em 17 de abril de 1977. Em 30 de abril de 1977, no segundo aniversário da queda de Saigon, a resposta do Kampuchea veio na forma de um ataque militar contra as províncias vietnamitas de An Giang e Châu Đốc, matando centenas de civis vietnamitas. O PAVN respondeu movendo suas tropas para áreas atacadas pelo Kampuchea e, em 7 de junho de 1977, o Vietnã propôs negociações de alto nível para discutir questões pendentes. Em 18 de Junho de 1977, o Governo do Kampuchea respondeu exigindo que o Vietnã retirasse todas as suas unidades militares das áreas disputadas e criasse uma zona desmilitarizada entre as forças opostas.
Ambos os lados ignoraram as propostas um do outro, e o KRA continuou enviando soldados através da fronteira para atacar cidades e vilas vietnamitas. Em setembro de 1977, a artilharia do KRA atingiu várias aldeias vietnamitas ao longo da fronteira, e seis aldeias na província de Đồng Tháp foram invadidas pela infantaria kampuchana. Pouco depois, seis divisões do KRA avançaram cerca de 10km na província de Tay Ninh, onde mataram mais de 1.000 civis vietnamitas no distrito de Tân Biên. Irritado com a escala dos ataques do Kampuchea, o PAVN reuniu oito divisões, estimadas em 60.000 soldados, para lançar um ataque de retaliação contra o Kampuchea. Em 16 de dezembro de 1977, as divisões do PAVN, com o apoio de elementos da Força Aérea Popular do Vietnã, cruzaram a fronteira ao longo de vários eixos com o objetivo de forçar o Governo do Kampuchea a negociar.
No campo de batalha, o KRA rapidamente perdeu terreno para os vietnamitas. No final de dezembro de 1977, o Vietnã havia conquistado uma clara vitória militar sobre o Kampuchea, com formações vietnamitas marchando pela província de Svay Rieng e parando apenas antes de entrar na capital provincial. Apesar da ferocidade da retaliação vietnamita, o governo do Kampuchea permaneceu desafiador. Em 31 de dezembro de 1977, Khieu Sampham declarou que o governo do Kampuchea cortaria "temporariamente" as relações diplomáticas com o Vietnã até que os militares vietnamitas se retirassem do "território sagrado do Kampuchea Democrático". Em 6 de janeiro de 1978, as divisões do PAVN estavam a apenas 38 km de Phnom Penh, mas o governo vietnamita decidiu retirar suas forças do Kampuchea porque elas não conseguiram atingir o objetivo político do Vietnã. Durante a retirada, o PAVN também evacuou milhares de prisioneiros e refugiados civis, incluindo o futuro líder Hun Sen.

### 1978: Preparativos para a mudança de regime

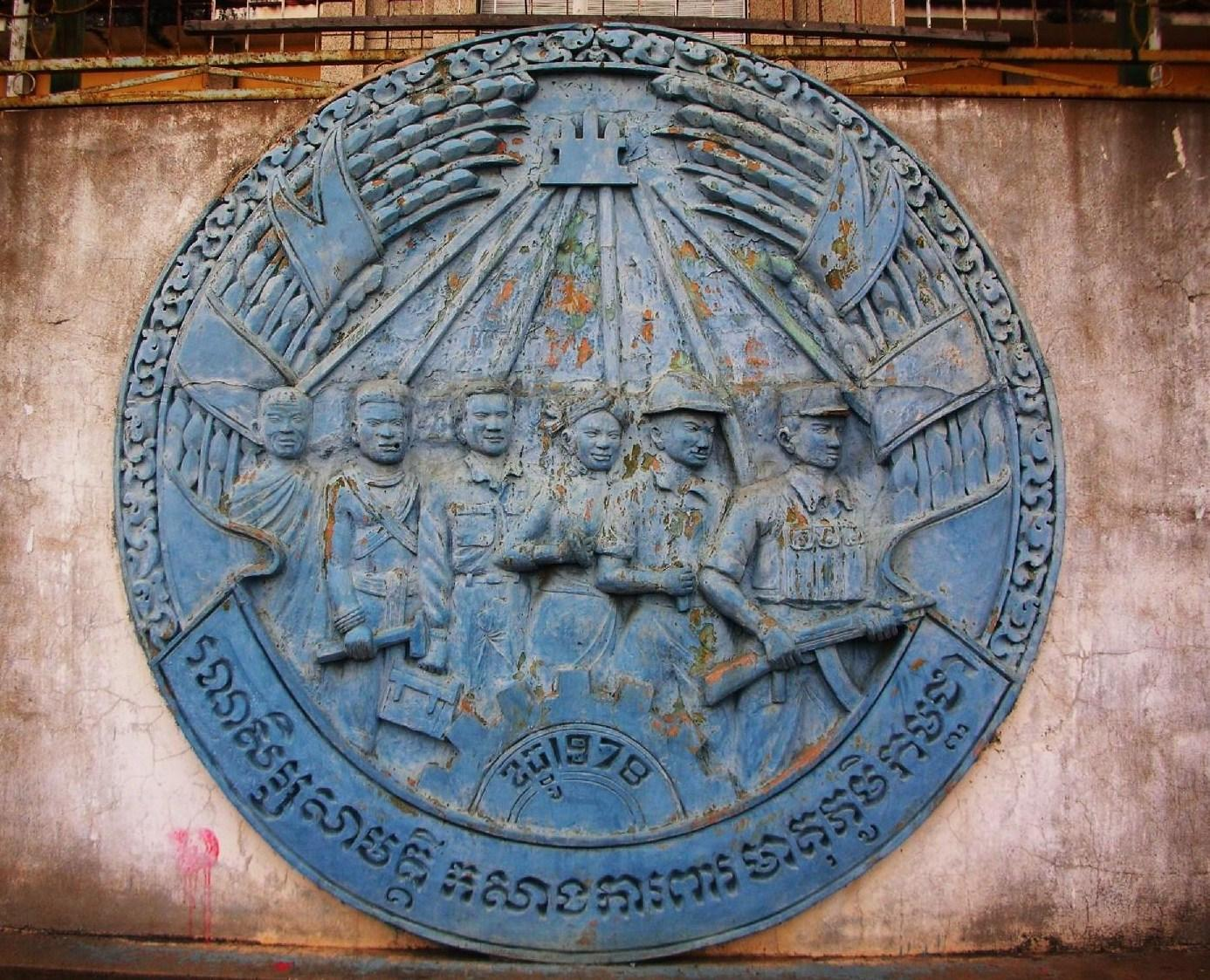
O emblema da Frente Unida Kampucheana para a Salvação Nacional

Em vez de se acalmar com a demonstração de força vietnamita, o governo do Kampuchea gabou-se de que a retirada vietnamita foi uma grande vitória para o Kampuchea Democrático, comparando-a à "derrota do imperialismo dos EUA" em 17 de abril de 1975. Os Kampucheanos continuaram a proclamar que a "nossa vitória de 6 de janeiro sobre o inimigo agressor anexacionista vietnamita deu a todos nós maior confiança nas forças do nosso povo e nação, no nosso Partido Comunista do Kampuchea e no nosso Exército Revolucionário do Kampuchea, e na linha de guerra popular do nosso Partido."
A liderança do Kampuchea afirmou que um soldado do Kampuchea equivalia a 30 soldados vietnamitas, portanto, se o Kampuchea conseguisse reunir dois milhões de soldados de uma população de oito milhões, poderia eliminar a população do Vietnã de 50 milhões e ainda restaria seis milhões de pessoas. Na realidade, os líderes do Kampuchea simplesmente ignoraram a condição da população no seu próprio país e no Vietnã; os vietnamitas, embora pobres, estavam em boas condições físicas, enquanto a população do Kampuchea estava física e mentalmente exausta devido a anos de trabalho árduo, fome e doenças.
Além da disparidade populacional, havia também uma grande disparidade entre as capacidades de combate das forças armadas dos dois países. Em 1977, estimava-se que o Vietnã tivesse 615.000 soldados e 900 tanques, apoiados por uma força aérea de 12.000 membros com 300 aeronaves de combate, incluindo um esquadrão de bombardeiros leves. Em comparação, o Kampuchea tinha um exército de 70.000 homens, apenas alguns tanques pesados, 200 veículos blindados e capacidade aérea limitada.  Apesar de enfrentar tantas adversidades, o Kampuchea não demonstrou sinais de hesitação enquanto seus militares continuavam a atacar as regiões fronteiriças do Vietnã. Em Janeiro de 1978, as forças do KRA ainda detinham partes do território vietnamita e começaram a invadir postos avançados vietnamitas na província de Hà Tiên. Em 27 de Janeiro de 1978, o Vietnã começou a apelar ao KRA ao longo das regiões fronteiriças para derrubar o governo do Khmer Vermelho.
Em meio a confrontos militares, entre 9 de janeiro e 20 de fevereiro de 1978, o vice-ministro das Relações Exteriores do Vietnã, Phan Hien, fez várias viagens a Pequim para manter discussões com representantes do governo do Kampuchea, que acabaram se mostrando infrutíferas. Em 18 de janeiro de 1978, a China tentou mediar entre o Kampuchea e o Vietnã quando a vice-premiê Deng Yingchao (viúva de Zhou Enlai) viajou para Phnom Penh, onde seu esforço encontrou forte resistência dos líderes do Kampuchea. Enquanto isso, autoridades do governo vietnamita começaram a conduzir reuniões secretas com So Phim, o líder do Khmer Vermelho na Zona Militar Oriental do Kampuchea, para planejar um levante militar apoiado pelo Vietnã. Durante o mesmo período, os reveses militares sofridos pelo KRA na Zona Militar Oriental levaram Pol Pot a rotular a região como um "ninho de traidores".

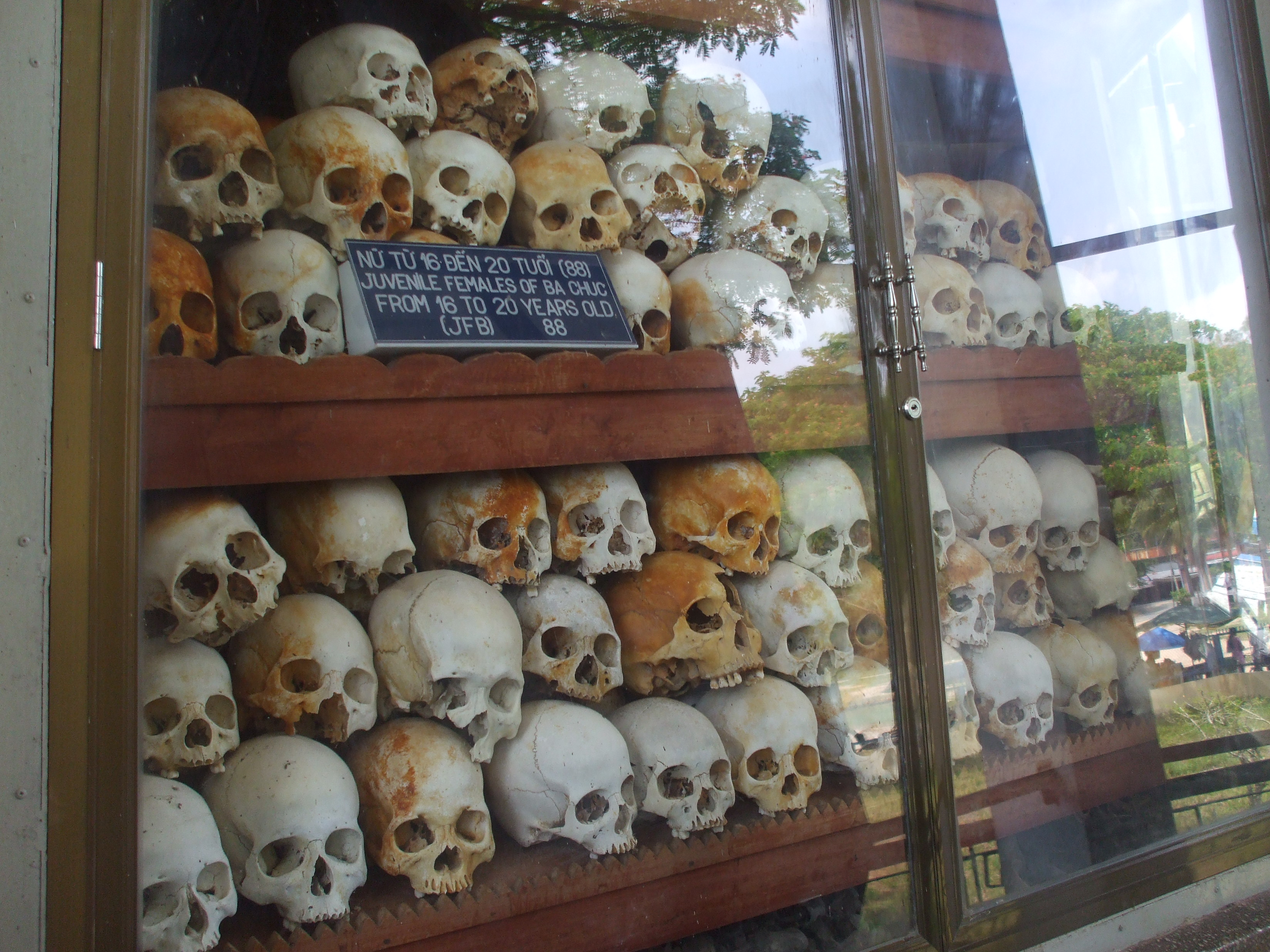
Crânios de vítimas do Massacre de Ba Chúc

Para expurgar a Zona Militar Oriental daqueles que ele percebia terem sido contaminados pelos vietnamitas, Pol Pot ordenou que unidades militares da Zona Sudoeste se movessem para o leste do Kampuchea e eliminassem os "traidores ocultos". Incapaz de resistir a um ataque do governo do Kampuchea, So Phim cometeu suicídio enquanto seu vice, Heng Samrin, desertou para o Vietnã. Em 12 de abril de 1978, o governo do Kampuchea declarou que eles e o Vietnã poderiam negociar novamente se os vietnamitas desistissem de suas ambições expansionistas e reconhecessem a soberania do Kampuchea. No entanto, havia também uma pré-condição exigindo que o Vietnã cumprisse várias obrigações por meio de um cessar-fogo experimental de sete meses. O governo vietnamita rejeitou imediatamente a demanda. Em resposta, duas divisões do KRA penetraram até 2 km em território vietnamita e massacraram mais de 3.000 civis vietnamitas na vila de Ba Chúc, na província de An Giang.
Em junho de 1978, a VPAF começou a bombardear posições do KRA ao longo das regiões de fronteira, realizando cerca de 30 missões de bombardeio por dia e causando pesadas baixas aos Kampucheanos. Nessa fase do conflito, a maioria dos líderes sobreviventes da Zona Militar Oriental havia escapado para o Vietnã, onde se reuniram em vários acampamentos secretos com o objetivo de formar um "exército de libertação" apoiado pelos vietnamitas para lutar contra o governo do Khmer Vermelho.
Enquanto isso, o Politburo do Partido Comunista Vietnamita reunia-se em Hanói para discutir sua estratégia para o Kampuchea. Concluiu-se que o governo do Khmer Vermelho era um representante da China, que tentava preencher o vácuo de poder após a retirada dos Estados Unidos. Assim, a China foi identificada como o principal inimigo do Vietnã, e seu governo cliente em Phnom Penh teve que ser removido pela força militar convencional, pois a adaptação vietnamita da doutrina maoísta da "guerra popular" não havia sido bem-sucedida contra o aparato de segurança do Khmer Vermelho.
Para refletir a atitude dos líderes do país, a mídia estatal vietnamita intensificou sua guerra de propaganda contra o Khmer Vermelho, com o jornal oficial Nhân Dân pedindo regularmente uma intervenção internacional para salvar o povo do Camboja do terror doméstico iniciado pelo governo do Khmer Vermelho. Além disso, em vez de enviar mensagens de felicitação como nos anos anteriores, a mídia vietnamita mudou de tom e começou a se referir ao governo do Camboja como a "camarilha de Pol Pot-Ieng Sary", enquanto os militares do Camboja continuavam sua campanha no Vietnã.
No final de junho, os militares vietnamitas reuniram uma força-tarefa multidisciplinar para lançar outra campanha de objetivo limitado contra os Kampucheanos. Mais uma vez, os vietnamitas empurraram as forças do KRA de volta para as cidades provinciais de Suong e Prey Veng e depois se retiraram. No entanto, tal como tinha feito anteriormente, o KRA recuou a sua artilharia para a fronteira e continuou a bombardear aldeias vietnamitas como se nada tivesse acontecido.
Durante a segunda metade de 1978, os líderes vietnamitas dedicaram grande parte de sua energia à campanha militar contra o governo do Khmer Vermelho, buscando apoio político da União Soviética. Em um briefing com funcionários do Ministério das Relações Exteriores vietnamita em 25 de julho de 1978, o encarregado de negócios soviético em Hanói foi informado de que o governo do Kampuchea havia implantado 14 de suas 17 divisões do exército regular e 16 regimentos locais ao longo da fronteira com o Vietnã. Então, no início de setembro de 1978, Lê Duẩn informou ao embaixador soviético que o Vietnã pretendia "resolver completamente a questão do Kampuchea até o início de 1979". Enquanto o Vietnã lançava as bases políticas para a campanha militar contra o Kampuchea, navios soviéticos estavam descarregando equipamentos militares e munições na Baía de Cam Ranh. Em outubro de 1978, a rádio vietnamita transmitiu o que alegou serem relatos de revoltas contra o governo do Khmer Vermelho, instando os membros do KRA a derrubar a "camarilha de Pol Pot-Ieng Sary" ou a desertar para o Vietnã.
Num ponto de viragem importante no curso das relações diplomáticas soviético-vietnamitas e sino-vietnamitas, e finalmente na invasão vietnamita do Kampuchea, foi assinado um Tratado de Amizade e Cooperação entre o Vietnã e a União Soviética em 3 de novembro de 1978, que garantiu ao primeiro uma ajuda militar soviética vital no cenário de intervenção da China no conflito. Mais tarde, em novembro de 1978, foi estabelecido um quartel-general de comando e controle para a invasão planejada do Kampuchea, com o general sênior Lê Đức Anh assumindo o controle total das unidades do PAVN ao longo das áreas de fronteira.
O governo vietnamita convocou 350.000 homens para o exército a fim de substituir as perdas anteriores e reforçar suas unidades ao longo da fronteira. Enquanto os novos recrutas concluíam o treinamento, dez divisões foram enviadas para as regiões fronteiriças das províncias de Long An, Đồng Tháp e Tây Ninh. O Vietnã também transferiu três divisões baseadas no Laos, ao sul, em direção à fronteira entre Laos e Kampuchea. Em 13 de dezembro de 1978, o governo chinês alertou o Vietnã de que sua paciência era limitada e que o país seria punido caso se comportasse de "forma desenfreada".
A peça final da estratégia vietnamita surgiu quando o Vietnã anunciou a formação da Frente Unida Kampucheana para a Salvação Nacional (KUFNS) nas "zonas de libertação" do Kampuchea. Hanói alegou que o KUFNS era um movimento comunista Kampuchea independente, com membros oriundos de todas as esferas da vida. Heng Samrin, ex-membro do Khmer Vermelho e comandante da 4ª Divisão do KRA, era o presidente do Comitê Central do KUFNS. Anteriormente, o KUFNS era conhecido como Governo Revolucionário Provisório do Kampuchea (PRGK), que consistia em 300 ex-quadros do Khmer Vermelho que desertaram para o Vietnã. O PRGK enviava regularmente representantes ao exterior em busca de apoio, antes que o Vietnã abandonasse o conceito de "guerra popular" em favor de uma campanha militar convencional.
Para não ficar atrás do aumento militar vietnamita, o Governo do Kampuchea Democrático estava ocupado fortalecendo suas forças armadas com apoio chinês. Nos anos anteriores, a China apenas forneceu ao KRA uma quantidade limitada de armas e munições, mas à medida que as relações com o Vietnã pioraram em 1978, Pequim estabeleceu rotas de abastecimento adicionais através do Kampuchea e aumentou o volume de equipamento militar que viajava por cada rota. Na véspera da invasão vietnamita, o Kampuchea tinha cerca de 73.000 soldados na Zona Militar Oriental, na fronteira com o Vietnã.
Naquela época, todos os ramos das forças armadas do Kampuchea foram significativamente fortalecidos por grandes quantidades de equipamentos militares de fabricação chinesa, que incluíam aviões de caça, barcos de patrulha, artilharia pesada, armas antiaéreas, caminhões e tanques. Além disso, havia entre 10.000 e 20.000 conselheiros chineses, tanto militares quanto civis, fornecendo apoio ao governo do Khmer Vermelho. Finalmente, o ELP da China estacionou algumas centenas de milhares de soldados na sua própria fronteira com o Vietnã (que acabariam por ser destacados na breve Guerra Sino-Vietnamita), bem como quase dois milhões de soldados na sua fronteira com a União Soviética.

## Invasão do Kampuchea

### Ofensiva militar e a queda do regime de Pol Pot
Em 21 de dezembro de 1978, a nova força do Kampuchea foi testada quando uma ofensiva vietnamita, composta por duas divisões, cruzou a fronteira e se moveu em direção à cidade de Kratié, enquanto outras divisões de apoio foram implantadas ao longo das rotas locais para cortar a cauda logística das unidades do Kampuchea. Apesar de contar com o generoso apoio da China, o KRA não conseguiu resistir à ofensiva vietnamita e sofreu pesadas baixas. Em 23 de Dezembro de 1978, 10 das 19 divisões militares do Khmer Vermelho abriram fogo ao longo da fronteira sudoeste partilhada com o Vietnã. Em 25 de dezembro de 1978, o Vietnã lançou uma invasão em grande escala usando 13 divisões, estimadas em 150.000 soldados.
Inicialmente, o Kampuchea desafiou diretamente o poderio militar do Vietnã por meio de métodos de combate convencionais, mas essa tática resultou na perda de metade do KRA em duas semanas. Pesadas derrotas no campo de batalha levaram grande parte da liderança do Kampuchea a evacuar para a região ocidental do país. Em 7 de janeiro de 1979, o PAVN entrou em Phnom Penh junto com membros do KUFNS. No dia seguinte, foi estabelecido um estado Kampucheano pró-vietnamita, conhecido como República Popular do Kampuchea (RPK), com Heng Samrin como Chefe de Estado e Pen Sovan como Secretário-Geral do recém-refundado Partido Revolucionário Popular do Kampuchea.
A liderança do Khmer Vermelho, com muitas de suas estruturas políticas e militares destruídas pela invasão vietnamita, foi forçada a se refugiar na Tailândia. O governo tailandês de Kriangsak Chamanan acomodou os refugiados do Khmer Vermelho em troca da promessa de Deng Xiaoping de acabar com o apoio material aos comunistas insurgentes da Tailândia. Apesar dos enormes desafios económicos trazidos pelo Khmer Vermelho e pelos refugiados que o acompanhavam, o Governo tailandês abrigou e protegeu o Khmer Vermelho no campo de Khao Larn, na província de Trat.
Enquanto isso, em Phnom Penh, o novo governo Kampuchean tentava reconstruir a vida econômica e social do país, que havia sido amplamente destruída por décadas de convulsões políticas e guerras constantes. No entanto, os esforços para reconstruir o país foram severamente prejudicados pela falta de pessoal educado e qualificado, já que a maioria das pessoas educadas havia fugido do país ou sido assassinada pelo governo do Khmer Vermelho durante os quatro anos anteriores. No final do ano, as tentativas do novo governo de construir uma nação foram ainda mais desafiadas por vários grupos de resistência anti-vietnamitas que operavam nas regiões ocidentais do país.

### Resposta internacional
Pouco depois da captura de Phnom Penh, representantes do Kampuchea Democrático convocaram uma reunião de emergência do Conselho de Segurança das Nações Unidas para que o príncipe Sihanouk pudesse apresentar o caso do governo deposto. Apesar das fortes objecções da União Soviética e da Checoslováquia, o Conselho de Segurança da ONU deu esta oportunidade a Sihanouk. Embora Sihanouk tenha se distanciado dos abusos dos direitos humanos do Khmer Vermelho, ele acusou o Vietnã de usar a agressão para violar a soberania do Kampuchea. Como tal, exigiu que todos os países da ONU suspendessem a ajuda ao Vietnã e não reconhecessem o governo instalado pelo Vietnã.
Posteriormente, sete membros não alinhados do Conselho de Segurança da ONU  apresentaram o projecto de resolução S/13027 apelando a um cessar-fogo e à retirada de todas as forças estrangeiras do Kampuchea, que foi apoiado pela China, França, Noruega, Portugal, Estados Unidos e Reino Unido. No entanto, a resolução não foi aprovada devido à oposição da União Soviética e da Checoslováquia.
Entre 16 e 19 de fevereiro de 1979, o Vietnã e o novo governo do Kampuchea realizaram uma reunião de cúpula que concluiu com os dois países assinando um Tratado de Paz, Amizade e Cooperação. O Artigo 2 do tratado afirmava que a segurança do Vietnã e do Kampuchea estava inter-relacionada; portanto, eles ajudariam a se defender contra esquemas e atos de sabotagem das forças imperialistas e reacionárias internacionais, legitimando assim a presença de tropas vietnamitas em solo do Kampuchea. Logo depois, a União Soviética, os países socialistas da Europa Oriental (exceto a Romênia) e a Índia reconheceram a República Popular do Kampuchea, instalada pelos vietnamitas. O governo soviético elogiou a notável vitória da RPC e expressou seu total apoio ao avanço do governo em direção ao socialismo. Além disso, os soviéticos criticaram duramente o histórico de terror do governo do Khmer Vermelho, que eles insinuaram ter sido imposto pela China.
Na 34ª Sessão da Assembleia Geral da ONU, representantes da República Popular do Kampuchea e do Kampuchea Democrático reivindicaram o direito de representar seu país. O primeiro também notificou os países membros do Conselho de Segurança da ONU de que era o único representante legítimo do Kampuchea e do seu povo. Em resposta, o Comitê de Credenciais da ONU decidiu reconhecer o Kampuchea Democrático por uma votação de seis a três, apesar do histórico manchado de sangue do Khmer Vermelho enquanto esteve no poder. Consequentemente, os representantes do Kampuchea Democrático foram autorizados a ter assento na Assembleia Geral, com forte apoio da China.
Em janeiro de 1980, 29 países haviam estabelecido relações diplomáticas com a República Popular do Kampuchea, mas quase 80 países ainda reconheciam a legitimidade do deposto Kampuchea Democrático. Ao mesmo tempo, as potências ocidentais e os países membros da Associação das Nações do Sudeste Asiático (ASEAN) também expressaram uma forte condenação do uso da força pelo Vietnã para remover o governo do Khmer Vermelho.
Os Estados Unidos pediram duas retiradas. Argumentaram que o Vietnã deveria retirar-se do Camboja e que a China deveria retirar-se do Vietnã, que tinha invadido a 17 de Fevereiro de 1979 na Guerra Sino-Vietnamita.
A Tailândia, que compartilha uma fronteira de 800 quilômetros (500 milhas) com o Kampuchea e historicamente teme o expansionismo do Vietnã, exigiu que o Vietnã retirasse imediatamente suas tropas do Kampuchea para que seu povo pudesse eleger um governo livre de intervenção estrangeira. A Indonésia, a Malásia, as Filipinas e Singapura mostraram o seu apoio à posição da Tailândia. Além disso, a ASEAN considerou a invasão do Vietnã e a subsequente ocupação do Kampuchea, que recebeu forte apoio soviético, como uma ameaça intolerável à segurança e estabilidade da região. Essa visão era compartilhada pela China, que chegou a acusar o Vietnã de forçar o Kampuchea a se tornar uma federação indochinesa para servir como um posto avançado da hegemonia global soviética. Os Estados Unidos, que nunca mantiveram qualquer tipo de laços diplomáticos com o Kampuchea Democrático do Khmer Vermelho, demonstraram um forte apoio à adesão do seu antigo inimigo à Assembleia Geral da ONU e fizeram eco do apelo da ASEAN para uma retirada imediata das forças militares vietnamitas do Kampuchea.
Além disso, a Coreia do Norte, cujo líder Kim Il-Sung ofereceu santuário a Sihanouk depois de ter sido deposto por Lon Nol em 1970, também se recusou a reconhecer a República Popular do Kampuchea.
A Romênia foi o único país do Bloco de Leste que apoiou o Khmer Vermelho e não reconheceu a recém-instalada República Popular do Kampuchea. Antes do início da guerra, Nicolae Ceaușescu avisou Lê Duẩn que o Vietnã perderia o seu apoio internacional no momento em que invadisse o Camboja. A invasão que se seguiu criou um precedente desconfortável para a liderança romena.

### Invasão chinesa do Vietnã

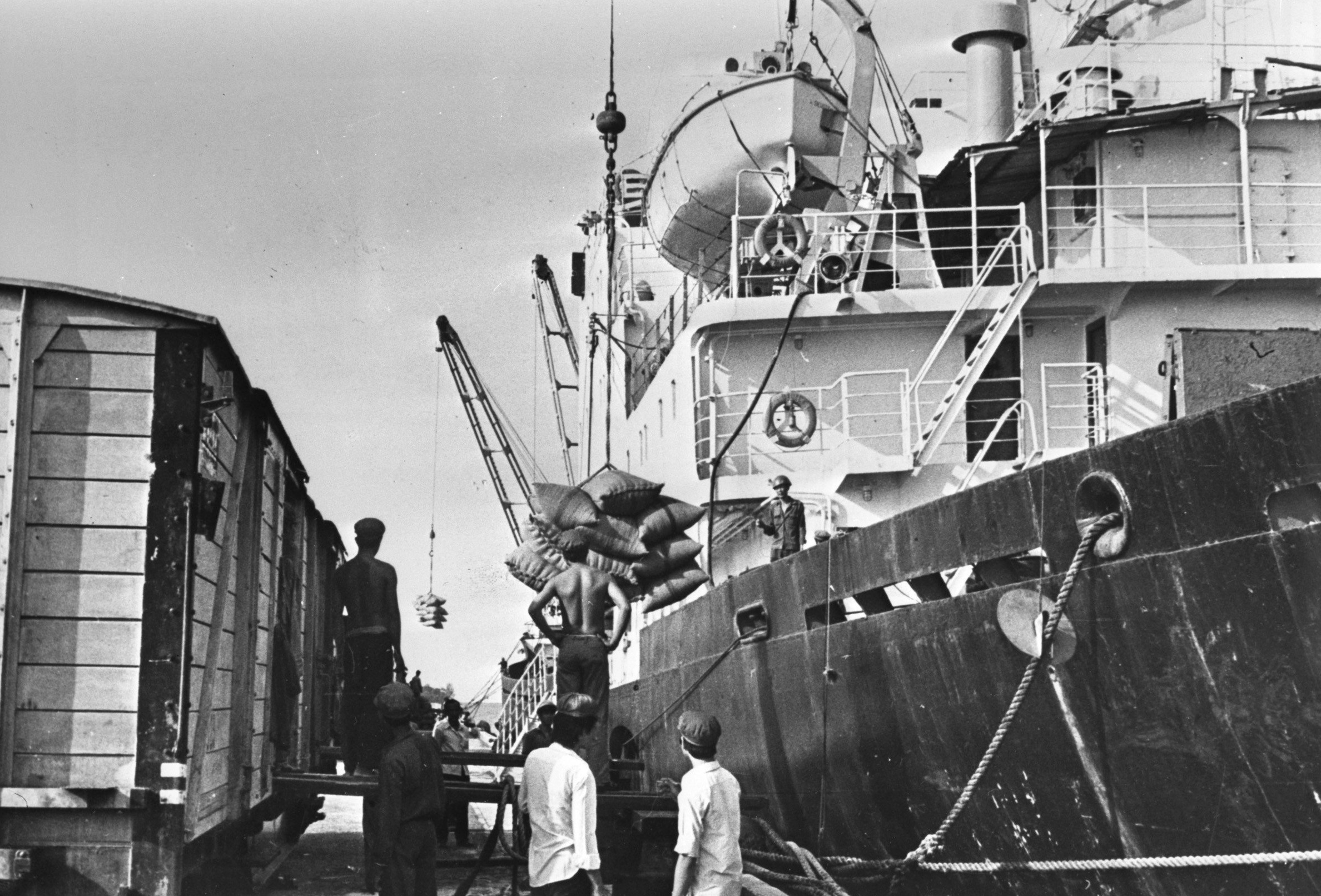
Um navio soviético com ajuda humanitária, Sihanoukville, Camboja, novembro de 1979

A China invadiu o Vietnã em 17 de fevereiro de 1979, com o objetivo de capturar as capitais das suas províncias fronteiriças, a fim de forçar a retirada vietnamita do Camboja. A invasão foi dificultada pela resistência das milícias locais e alguns reforços do exército regular; no entanto, o exército chinês capturou Cao Bằng e Lào Cai após três semanas e Lạng Sơn após um mês. No dia seguinte, a China anunciou que não avançaria mais profundamente no Vietnã, aparentemente após encontrar uma resistência inesperadamente dura por parte de forças vietnamitas bem treinadas, equipadas com armas soviéticas e americanas capturadas. Além disso, o Politburo do Vietnã ordenou uma mobilização geral e começou a planejar o recrutamento completo. Os chineses posteriormente retiraram as suas forças. No entanto, alguns analistas de inteligência ocidentais avaliaram o resultado da guerra de outro ângulo: na sua opinião, as forças e os suprimentos do Vietnã tinham sido esgotados para além do ponto em que Hanói poderia oferecer uma resistência significativa ou mesmo perseguir os chineses em retirada.
Embora a China não tenha conseguido vencer decisivamente o conflito de 27 dias ou forçar a retirada das forças vietnamitas do Camboja, o desvio de tropas do Kampuchea facilitou o ressurgimento das operações insurgentes do Khmer Vermelho, tornando inevitável para o jovem governo do RPK no Kampuchea implementar o recrutamento.
A maioria dos diplomatas e analistas concluiu que a estratégia de longo prazo da China era aumentar os recursos vietnamitas, fazendo com que os vietnamitas desviassem seus recursos de outros problemas para o conflito de fronteira. Os problemas incluem as dificuldades do Vietnã em integrar o Vietnã do Sul com o Vietnã do Norte, o fardo de administrar o Laos e ocupar o Camboja, e os problemas económicos causados por dois anos de condições meteorológicas desastrosas.
A China fortaleceu suas relações com os países da ASEAN – particularmente Tailândia e Singapura – devido ao medo da agressão vietnamita. O primeiro-ministro de Singapura, Lee Kuan Yew, escreveu em 2000: "A imprensa ocidental descartou a ação punitiva chinesa como um fracasso. Acredito que mudou a história do Leste Asiático." Em contraste, o prestígio decrescente do Vietnã na região levou-o a ser mais dependente da União Soviética, à qual arrendou uma base naval na Baía de Cam Ranh. O antigo Secretário de Estado dos EUA, Henry Kissinger, escreveu que "a China conseguiu expor os limites do... alcance estratégico [soviético]" e especulou que o desejo de "compensar a sua ineficácia" contribuiu para a decisão soviética de intervir no Afeganistão um ano mais tarde.

## Insurgências da KPNLF e da FUNCINPEC

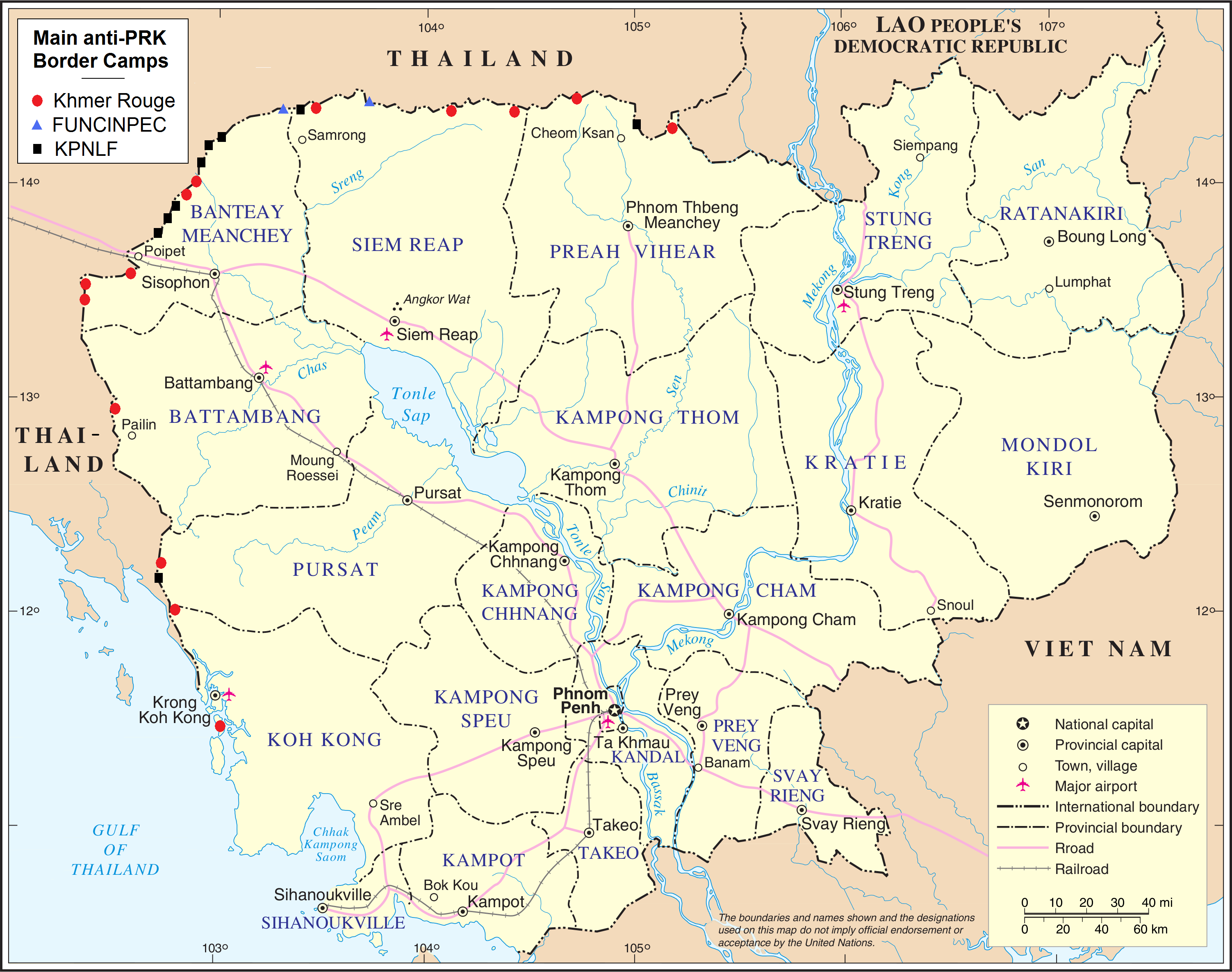
Acampamentos na fronteira entre Tailândia e Camboja hostis ao RPK, 1979–1984. Acampamentos da KPNLF mostrados em preto.

Quando o governo do Khmer Vermelho foi removido do poder em janeiro de 1979, o povo do Kampuchea esperava que a paz e a liberdade retornassem ao seu país. Isto foi reforçado pela Constituição da República Popular do Kampuchea, proclamada em 1981, que declarou especificamente que o Kampuchea era um estado independente e pacífico, onde o poder pertencia ao povo. No entanto, houve um profundo contraste entre o que estava escrito na constituição e a realidade, porque o povo do Kampuchea começou a desesperar com o que considerava ser a ocupação vietnamita do seu país, em vez de uma libertação que os tinha libertado da brutalidade do Kampuchea Democrático.
Essa percepção foi reforçada pela presença de conselheiros vietnamitas que trabalhavam em todos os níveis do governo Kampuchean de Heng Samrin. Em 1986, por exemplo, havia um conselheiro vietnamita para cada ministro do gabinete do Kampuchea e um conselheiro para cada um dos três vice-ministros. Além disso, foi relatado que as decisões finais tomadas por um ministro do Kampuchea tinham de receber a aprovação final do conselheiro vietnamita, que normalmente ditava as políticas.
A oposição aos vietnamitas foi ainda mais fomentada pelos abusos dos direitos humanos cometidos pelos vietnamitas e seus aliados. Para cumprir o seu Plano K5, um projecto de construção para reforçar a fronteira entre o Camboja e a Tailândia, o governo da República Popular da Coreia recrutou 380.000 pessoas, tendo um grande número sucumbido à malária. Claude Malhuret, da Médicos Sem Fronteiras, relatou que uma tática usada pelos vietnamitas e pela FARPK para combater o Khmer Vermelho era reter alimentos das áreas controladas pelo Khmer Vermelho. Milhares de toneladas de alimentos fornecidos por organizações internacionais de ajuda estragaram nas docas de Kompong Som. Os alimentos enviados pelas organizações humanitárias eram frequentemente utilizados para alimentar as tropas vietnamitas e os cambojanos que viviam sob controlo vietnamita.
Para resistir à ocupação vietnamita do Kampuchea e ao governo que eles instalaram, o Khmer Vermelho convocou o povo do Kampuchea a se unir e lutar contra os vietnamitas. No entanto, devido à brutalidade que sofreram sob o governo deposto, muitos Kampucheanos acreditavam que qualquer movimento político que visasse restaurar a liberdade nacional deveria opor-se tanto ao Khmer Vermelho como aos vietnamitas. Em resposta a tais pré-condições, foram formados dois movimentos não comunistas para combater a ocupação vietnamita.
O primeiro grupo, uma organização de direita e pró-Ocidente, foi formado em outubro de 1979 pelo ex-primeiro-ministro Son Sann e foi chamado de Frente de Libertação Nacional do Povo Khmer (KPNLF). A KPNLF operava a partir de vários campos de refugiados na fronteira entre a Tailândia e o Camboja, onde controlava milhares de civis. No seu auge, estimou-se que o braço armado da KPNLF tinha entre 12.000 e 15.000 combatentes, mas um terço desse número foi perdido em combates e deserções durante a ofensiva vietnamita da estação seca de 1984-1985. No entanto, a KPNLF continuou a operar em pequenos grupos, assediando os vietnamitas e os seus aliados do Kampuchea usando tácticas de guerrilha.
A outra organização não comunista foi a Frente Nacional Unida para um Camboja Independente, Pacífico, Neutro e Cooperativo, formada por Sihanouk e conhecida pela sua sigla francesa FUNCINPEC. A organização foi formada depois que Sihanouk rompeu laços com o Khmer Vermelho após representá-lo no Conselho de Segurança da ONU. Como líder da FUNCINPEC, Sihanouk apelou à Assembleia Geral da ONU para expulsar os representantes do Khmer Vermelho pelos seus crimes enquanto estiveram no poder e para manter o lugar do Kampuchea na ONU vago, com base no facto de nem o Khmer Vermelho nem o RPK instalado pelos vietnamitas terem o mandato para representar o povo do Kampuchea.
Ele também criticou a ASEAN por seu reconhecimento contínuo do Khmer Vermelho e, especificamente, a Tailândia por permitir que carregamentos de armas chinesas passassem por seu território para abastecer o notório grupo comunista. A KPNLF e a FUNCINPEC foram atormentadas por divisões internas causadas pela falta de unidade, lutas de liderança, corrupção e alegados abusos de direitos humanos.
Nos primeiros dias da ocupação vietnamita, os grupos de resistência do Kampuchea tinham contato limitado entre si devido às suas diferenças. Embora o Khmer Vermelho desfrutasse de amplo reconhecimento internacional, em 1980 a organização estava sob pressão da comunidade internacional para se reformar. A ASEAN, que apoiou o Khmer Vermelho durante os seus confrontos diplomáticos com o governo da RPC na Assembleia Geral da ONU em 1979, instou a liderança do Khmer Vermelho a deixar para trás a sua imagem manchada de sangue, a fim de unir forças com outros movimentos não comunistas. A ideia de formar uma aliança com o Khmer Vermelho inicialmente causou um certo grau de desconforto nos círculos de liderança da FUNCINPEC e da KPNLF, porque ambos os grupos estavam receosos de se unir a uma organização comunista conhecida por sua brutalidade. No entanto, no início de 1981, Sihanouk e Son Sann começaram a dialogar com Khieu Samphan, presidente do deposto Kampuchea Democrático, para discutir a perspectiva de formar uma aliança.
Em agosto de 1981, as negociações de unidade entre as três organizações pareciam ter fracassado devido a interesses conflitantes. Sihanouk, que temia o ressurgimento do Khmer Vermelho, propôs que todos os grupos de resistência se desarmassem após a retirada das tropas vietnamitas do Kampuchea. Enquanto isso, Son Sann exigiu que a KPNLF fosse a organização líder dentro da aliança proposta, e que os líderes do Khmer Vermelho "mais comprometidos" com as atrocidades no Kampuchea fossem exilados para a China. Diante dessas pré-condições, Khieu Samphan lembrou a seus rivais que a autonomia do Khmer Vermelho e do Kampuchea Democrático não deveria ser prejudicada.
Em 22 de novembro de 1981, Cingapura, com o apoio da ASEAN, propôs que três organizações formassem um governo de coalizão com poderes de decisão iguais dentro da aliança. A proposta de Singapura foi bem recebida por Sihanouk, que acreditava que era um acordo justo para os movimentos não comunistas. Khieu Samphan, por outro lado, rejeitou essa ideia, vendo-a como uma tentativa de Sihanouk e Son Sann de isolar o Khmer Vermelho. No entanto, Sihanouk sabia que o apoio chinês não seria disponibilizado à FUNCINPEC a menos que ele fizesse alguns compromissos e se juntasse ao Khmer Vermelho nos termos deles.
Assim, em fevereiro de 1982, Sihanouk encontrou-se com Khieu Samphan em Pequim para resolver suas diferenças. No que descreveu como "mais uma concessão", Khieu Samphan propôs a formação de um governo de coalizão sem integrar os outros grupos de resistência às instituições associadas ao Kampuchea Democrático. No entanto, enfatizou que todas as partes deveriam defender o status legal do Kampuchea Democrático como o Estado legítimo que representa o Kampuchea no cenário mundial. Em maio de 1982, a pedido de Sihanouk, Son Sann decidiu formar um governo de coalizão com o Khmer Vermelho.
Em 22 de junho de 1982, os líderes das três organizações formalizaram a formação de seu governo de coalizão assinando um acordo patrocinado pela Tailândia que estabeleceu o Governo de Coalizão do Kampuchea Democrático (CGDK). Assim, o Gabinete Interno do CGDK era composto por Sihanouk como Presidente do Kampuchea Democrático, Khieu Samphan como vice-presidente encarregado de relações exteriores e Son Sann como primeiro-ministro. Abaixo do Gabinete Interno havia seis comissões separadas responsáveis pela defesa nacional, economia e finanças, assuntos sociais e saúde pública, assuntos militares e mídia.
Durante um encontro entre Kim Il-Sung e Sihanouk, em 10 de abril de 1986, em Pyongyang, Kim Il-Sung assegurou a Sihanouk que a Coreia do Norte continuaria a considerá-lo o chefe de Estado legítimo do Kampuchea. Em 1987, o Kampuchea Democrático ainda era membro da Assembleia Geral da ONU, embora não tivesse quatro critérios para ser considerado um estado: povo, território, governo e autoridade suprema dentro das fronteiras de um país. Apesar dessas limitações, as forças das três facções armadas do CGDK continuaram a lutar contra os vietnamitas para atingir o seu objetivo de "promover a implementação da Conferência Internacional sobre o Camboja e de outras resoluções relevantes da Assembleia Geral da ONU".

## Reforma e retirada vietnamita

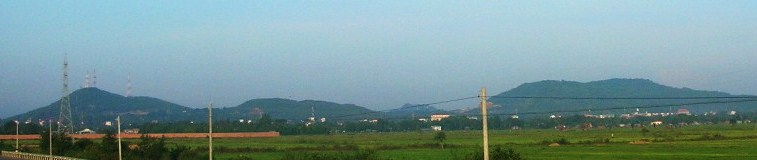
Montanhas ao longo da fronteira entre Camboja e Tailândia, ao norte da estrada entre Serei Saophoan e Aranyaprathet. Essas eram uma das áreas onde os combatentes do Khmer Vermelho se escondiam na época do Plano K5.

Quando os líderes vietnamitas lançaram a invasão do Kampuchea para remover o governo do Khmer Vermelho em 1978, eles não esperavam uma reação negativa da comunidade internacional. Entretanto, os eventos que se seguiram à invasão mostraram que eles calcularam mal as simpatias internacionais em relação à sua causa. Em vez de apoiar o Vietnã, a maioria dos países membros das Nações Unidas, incluindo os seus estados comunistas companheiros na Ásia, como a China e a Coreia do Norte, denunciaram o uso da força pelos vietnamitas contra o Kampuchea, e até se mobilizaram para reavivar a organização Khmer Vermelho, que outrora governou o país com tanta brutalidade.
Assim, o Kampuchea se tornou mais do que apenas um problema militar para o Vietnã, evoluindo rapidamente para um problema econômico e diplomático na arena internacional. Ao longo da década em que o Vietnã ocupou o vizinho Kampuchea, o Governo vietnamita e o governo da República Popular da Coreia que instalou foram colocados na periferia da comunidade internacional.
A posição política da comunidade internacional em relação ao Kampuchea teve um impacto severo na economia vietnamita, que já estava destruída por décadas de conflitos contínuos. Os Estados Unidos, que já tinham sanções em vigor contra o Vietnã, convenceram outros países das Nações Unidas a privar o Vietnã e a República Popular do Kampuchea de fundos muito necessários, negando-lhes a adesão a grandes organizações internacionais, como o Banco Mundial, o Banco Asiático de Desenvolvimento e o Fundo Monetário Internacional.
Em 1979, o Japão intensificou a pressão ao suspender toda a ajuda económica ao Vietnã e avisou os líderes vietnamitas de que a ajuda económica só seria retomada quando o Vietnã alterasse as suas políticas em relação ao Kampuchea, à rivalidade sino-soviética e ao problema dos boat people. A Suécia, que era considerada a mais firme apoiadora do Vietnã no Ocidente, também considerou reduzir os seus compromissos com o país comunista, uma vez que praticamente todos os outros países cancelaram a sua ajuda.
Além da pressão externa, as políticas internas implementadas pelo governo vietnamita desde 1975 provaram ser amplamente ineficazes em estimular o crescimento econômico do país. Ao basear-se no modelo soviético de planeamento econômico central, o Vietnã colocou maior ênfase no desenvolvimento das indústrias pesadas, enquanto a produção nos sectores da agricultura e da indústria ligeira estagnou. Além disso, as tentativas de nacionalizar a economia do sul do Vietnã após a reunificação só resultaram em caos, pois a produção econômica foi reduzida pelo deslocamento da população em geral. Além dessas políticas econômicas fracassadas, o Vietnã manteve a quinta maior força armada do mundo, com 1,26 milhões de soldados regulares em armas, 180.000 dos quais estavam estacionados no Camboja em 1984. Consequentemente, o Governo vietnamita teve de gastar um terço do seu orçamento no exército e na campanha no Kampuchea, apesar de receber 1,2 milhões de dólares mil milhões de milhões em ajuda militar anual da União Soviética, dificultando ainda mais os esforços de reconstrução económica do Vietnã.
Em resposta à pressão internacional e para evitar se envolver em um conflito debilitante com vários grupos de resistência armada locais, o Vietnã começou a retirar suas forças militares do Kampuchea já em 1982. Mas o processo de retirada não teve verificação internacional, pelo que os observadores estrangeiros simplesmente descartaram o movimento de tropas do Vietnã como meras rotações. Em 1984, para se desvincular do Kampuchea, o Vietnã revelou uma estratégia de cinco fases conhecida como Plano K5. O plano foi elaborado pelo General Le Duc Anh, que liderou a campanha vietnamita no Kampuchea.
A primeira fase exigiu que os militares vietnamitas capturassem as bases de grupos armados no oeste do Kampuchea e ao longo da fronteira com a Tailândia. As fases seguintes incluíram o selamento da fronteira com a Tailândia, a destruição dos grupos de resistência locais, o fornecimento de segurança à população e a construção das Forças Armadas Revolucionárias do Povo Kampucheano. Observadores estrangeiros acreditam que o Exército vietnamita completou a primeira fase do Plano K5 durante a ofensiva da estação seca de 1984-85, quando os acampamentos-base de vários grupos de resistência antivietnamita foram invadidos. Posteriormente, a maioria das dez divisões vietnamitas foram designadas para operações nas fronteiras, com o restante permanecendo nas principais províncias para proteger a população local e treinar as forças armadas do Kampuchea.
Em 1985, o isolamento internacional e as dificuldades econômicas forçaram o Vietnã a depender cada vez mais da ajuda da União Soviética. Durante a invasão chinesa em fevereiro de 1979, a União Soviética forneceu US$ 1,4 bilhões em ajuda militar ao Vietnã, um valor que atingiu o pico de US$ 1,7 mil milhões no período entre 1981 e 1985. Depois, para ajudar o Vietnã a implementar o seu terceiro Plano Quinquenal (1981-1985), a União Soviética forneceu uma quantia de 5,4 milhões de dólares bilhões ao governo vietnamita para suas despesas; a ajuda econômica chegou a US$ 1,8 bilhões anualmente. A União Soviética também forneceu 90% da procura de matérias-primas do Vietnã e 70% das suas importações de cereais.
Embora os números sugiram que a União Soviética era um aliado confiável, os líderes soviéticos estavam insatisfeitos com a forma como Hanói lidou com o impasse no Kampuchea e ressentiam-se do peso do seu programa de ajuda ao Vietnã, uma vez que o seu próprio país estava a passar por reformas económicas. Em 1986, o Governo Soviético anunciou que iria reduzir a ajuda às nações amigas; para o Vietnã, essas reduções significaram a perda de 20% da sua ajuda económica e de um terço da sua ajuda militar.

Dez anos de ocupação vietnamita do Kampuchea terminaram oficialmente em 26 de setembro de 1989, quando o último contingente restante de tropas vietnamitas foi retirado. Os soldados vietnamitas que partiam receberam muita publicidade e alarde enquanto se moviam por Phnom Penh, a capital do Kampuchea.

Para se reconectar com a comunidade internacional e lidar com os desafios econômicos trazidos pelas mudanças na União Soviética e na Europa Oriental, os líderes vietnamitas decidiram embarcar em uma série de reformas. No 6.º Congresso Nacional do Partido, em dezembro de 1986, o recém-nomeado Secretário-Geral do VCP, Nguyen Van Linh, introduziu uma grande reforma conhecida como Đổi Mới, o termo vietnamita para "renovação", a fim de resolver os problemas econômicos do Vietnã.  No entanto, os líderes vietnamitas concluíram que a terrível situação económica do Vietnã era resultado do isolamento internacional que se seguiu à invasão do Kampuchea em 1978 e que, para o Đổi Mới ter sucesso, precisava de mudanças radicais na defesa e na política externa.
Posteriormente, em Junho de 1987, o Politburo vietnamita adoptou uma nova estratégia de defesa na Resolução n.º 2, apelando à retirada completa dos soldados vietnamitas das suas funções internacionais, à redução do tamanho do exército através da dispensa de 600.000 soldados e ao estabelecimento de uma proporção fixa para as despesas militares.
Então, em 13 de maio de 1988, o Politburo vietnamita adotou a Resolução nº 13 sobre política externa, que visava alcançar a diversificação e a multilateralização das relações exteriores do Vietnã. Os seus principais objectivos eram pôr fim aos embargos impostos pelos membros da ONU, integrar o Vietnã na comunidade regional e internacional e, em última análise, atrair investimento estrangeiro e ajuda ao desenvolvimento. Como parte dessa mudança, o Vietnã deixou de considerar os Estados Unidos como um inimigo de longo prazo e a China como um inimigo iminente e perigoso. Além disso, a propaganda oficial vietnamita deixou de rotular a ASEAN como uma organização do “tipo OTAN”.
Para implementar as novas reformas, o Vietnã, com o apoio da União Soviética, começou a transferir equipamentos militares equivalentes a vários anos para a FARPK, que contava com mais de 70.000 soldados. O Departamento de Relações Internacionais do Ministério da Defesa vietnamita aconselhou então os seus homólogos do Kampuchea a utilizarem apenas o equipamento disponível para manter o seu nível actual de operações, e a não se envolverem em grandes operações que pudessem esgotar esses fornecimentos.
Em 1988, estimava-se que o Vietnã tivesse cerca de 100.000 soldados no Kampuchea, mas, sentindo que um acordo diplomático estava próximo, o governo vietnamita começou a retirar forças para valer. Entre abril e julho de 1989, 24.000 soldados vietnamitas retornaram para casa. Depois, entre 21 e 26 de Setembro de 1989, depois de sofrer 15.000 mortos e outros 30.000 feridos durante os 10 anos de ocupação, o compromisso do Vietnã com o Kampuchea terminou oficialmente, quando os restantes 26.000 soldados vietnamitas foram retirados. A retirada das tropas vietnamitas ofereceu ao Camboja a oportunidade de mediar os seus assuntos internos através da participação de intervenientes locais, incluindo membros permanentes do Conselho de Segurança, para posteriormente alcançar o Acordo de Paz de Paris.
Entretanto, grupos de resistência armada que se opunham ao governo RPK instalado pelos vietnamitas alegaram que tropas vietnamitas ainda estavam operando em solo campesino muito depois de setembro de 1989. Por exemplo, grupos não comunistas envolvidos em operações de apropriação de terras no Kampuchea Ocidental após a retirada relataram confrontos com as Forças Especiais de elite vietnamitas perto de Tamar Puok, ao longo da Rota 69. Depois, em Março de 1991, foi relatado que unidades vietnamitas reentraram na província de Kampot para derrotar uma ofensiva do Khmer Vermelho. Apesar dessas alegações, em 23 de Outubro de 1991, o Governo vietnamita assinou o Acordo de Paz de Paris, que visava restaurar a paz no Kampuchea.

## Consequências

### Batalha de Pailin
O exército vietnamita se retirou completamente após um longo período de estagnação, sem conseguir ajudar o governo nativo a derrotar completamente os remanescentes do Khmer Vermelho. Enquanto os vietnamitas estavam prestes a encerrar sua ocupação de 10 anos no Camboja e recuaram para o noroeste do Camboja com seus 26.000 soldados, o Khmer Vermelho lançou sua tomada de Pailin em 17 de setembro de 1989. Enquanto bombardeavam uma cidade deserta, o novo governo de transição do Estado do Camboja organizou uma “despedida heróica para as tropas vietnamitas que saíam do país”.
De acordo com Khieu Kanharith, os guerrilheiros do Khmer Vermelho comprometeram duas divisões na campanha de Pailin, a 320ª e a 412ª divisões. O exército do governo liderado pelo general Ke Kim Yan estava em menor número, com apenas uma divisão de tropas, ou cerca de 6.000 homens envolvidos na defesa de Pailin. A partida dos vietnamitas criou grandes expectativas, mas no final não trouxe nenhum desfecho ao conflito. Em 24 de Outubro de 1989, quase um mês após a retirada dos vietnamitas, o Khmer Vermelho reivindicou a vitória sobre a cidade de Pailin, capturando tanques e artilharia no que foi percebido como "uma grande vitória para o Khmer Vermelho na sua batalha de 11 anos para derrubar o governo do Camboja instalado pelos vietnamitas".
Desde então até agosto de 1996, o Khmer Vermelho manteve três sedes principais em Pailin, Anlong Veng e Phnom Malai.

### Acordo de Paz de Paris

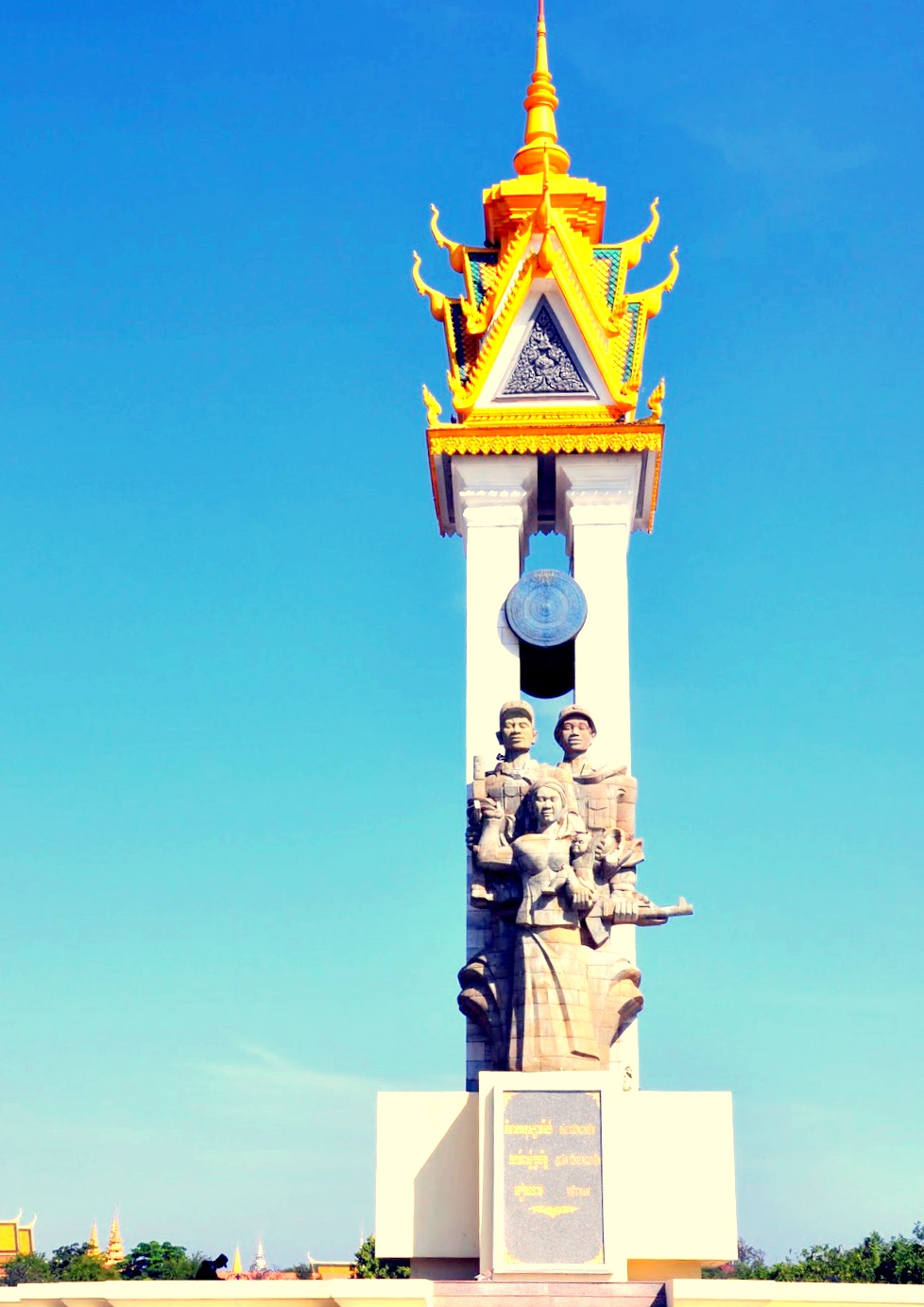
O Monumento à Amizade Camboja-Vietnã em Phnom Penh foi construído para comemorar a queda do governo do Khmer Vermelho em 7 de janeiro de 1979, pelas forças vietnamitas e do KUFNS.

Em 14 de janeiro de 1985, Hun Sen foi nomeado primeiro-ministro da República Popular do Kampuchea e iniciou negociações de paz com as facções do Governo de Coalizão do Kampuchea Democrático. Entre 2 e 4 de dezembro de 1987, Hun Sen reuniu-se com Sihanouk em Fère-en-Tardenois, na França, para discutir o futuro do Kampuchea. Novas conversações ocorreram entre 20 e 21 de Janeiro de 1988, e Hun Sen ofereceu a Sihanouk um cargo no Governo do Kampuchea com a condição de que ele regressasse imediatamente ao Kampuchea. No entanto, Sihanouk não aceitou a oferta, mesmo quando se faziam preparativos em Phnom Penh para recebê-lo.
Apesar desse fracasso, o governo Kampucheano de Hun Sen conseguiu persuadir Cheng Heng e In Tam, ambos ministros do governo de Lon Nol, a retornar ao Kampuchea. No primeiro grande passo para restaurar a paz no Kampuchea, representantes do CGDK e do RPK se encontraram pela primeira vez na Primeira Reunião Informal de Jacarta, em 25 de julho de 1988. Nessa reunião, Sihanouk propôs um plano de três fases, que exigia um cessar-fogo, uma força de manutenção da paz da ONU para supervisionar a retirada das tropas vietnamitas e a integração de todas as facções armadas do Kampuchea num único exército.
O ministro das Relações Exteriores do Vietnã, Nguyen Co Thach, pediu a todas as partes envolvidas que separassem os problemas do Kampuchea em aspectos internos e externos. Portanto, para iniciar o processo de restauração da paz, a delegação vietnamita propôs um plano de duas etapas que começou com discussões internas entre as facções do Kampuchea, seguidas de uma mesa redonda com todos os países envolvidos. A proposta vietnamita venceu na reunião, mas não foram alcançados acordos.
Na Segunda Reunião de Jacarta, em 19 de Fevereiro de 1989, o ministro dos Negócios Estrangeiros australiano, Gareth Evans, apresentou o Plano de Paz Cambojano para promover um cessar-fogo, uma força de manutenção da paz e o estabelecimento de um governo de unidade nacional para manter a soberania do Kampuchea até à realização de eleições. Para facilitar um acordo de paz na véspera da retirada vietnamita, entre 29 e 30 de abril de 1989, Hun Sen convocou uma reunião da Assembleia Nacional para adotar uma nova constituição, e o país foi renomeado Estado do Camboja para refletir o estado de ambiguidade da soberania do país. Além disso, o budismo foi restabelecido como religião de Estado e aos cidadãos foi garantido o direito de possuir propriedade privada.
Enquanto isso, no entanto, as negociações de paz entre as facções em guerra continuaram, com a Primeira Conferência de Paz de Paris sobre o Camboja, realizada em Paris em 1989. Em 26 de fevereiro de 1990, após a retirada das tropas vietnamitas, foi realizada a Terceira Reunião Informal de Jacarta, na qual o Conselho Nacional Supremo foi estabelecido para salvaguardar a soberania cambojana. Inicialmente, o Conselho Nacional Supremo deveria ter 12 membros, com três assentos atribuídos a cada facção do CGDK e três ao Partido Revolucionário Popular do Kampuchea, pró-Vietnã.
No entanto, Hun Sen se opôs ao acordo proposto, pedindo que cada facção do CGDK recebesse duas cadeiras, totalizando seis, e que o Partido Revolucionário do Povo Kampucheano tivesse seis cadeiras. Em 1991, o Conselho Nacional Supremo começou a representar o Camboja na Assembleia Geral da ONU. Então, num movimento ousado, Hun Sen renomeou o Partido Revolucionário do Povo Kampucheano como Partido do Povo Cambojano, num esforço para retratar o seu partido como uma instituição democrática e renunciar à sua luta revolucionária.
Em 23 de outubro de 1991, as facções cambojanas do Conselho Nacional Supremo, juntamente com o Vietnã e 15 países membros da Conferência Internacional de Paz sobre o Camboja, assinaram o Acordo de Paz de Paris . Para o povo cambojano, duas décadas de guerra contínua e 13 anos de guerra civil pareciam ter terminado, embora ainda persistisse uma atmosfera de mal-estar entre os líderes das facções cambojanas. Para incluir o Khmer Vermelho no acordo, as grandes potências concordaram em evitar usar a palavra “genocídio” para descrever as acções do Governo do Kampuchea Democrático no período entre 1975 e 1979.
Como resultado, Hun Sen criticou o Acordo de Paris por estar longe de ser perfeito, uma vez que não conseguiu lembrar o povo cambojano das atrocidades cometidas pelo governo do Khmer Vermelho. No entanto, o Acordo de Paris criou a Autoridade de Transição das Nações Unidas no Camboja (UNTAC), em conformidade com a Resolução 745 do Conselho de Segurança da ONU, e conferiu à UNTAC um amplo mandato para supervisionar as principais políticas e trabalhos administrativos até que um governo cambojano fosse democraticamente eleito.
Em 14 de novembro de 1991, Sihanouk retornou ao Camboja para participar das eleições, seguido por Son Sen, um oficial do Khmer Vermelho, que chegou alguns dias depois para instalar o escritório de campanha eleitoral da organização em Phnom Penh. Em 27 de novembro de 1991, Khieu Samphan também retornou ao Camboja em um voo de Bangkok. Ele esperava que sua chegada fosse tranquila, mas assim que o voo de Khieu Samphan pousou no Aeroporto de Pochentong, ele foi recebido por uma multidão enfurecida que gritou insultos e abusos contra ele. Quando Khieu Samphan foi levado para a cidade, outra multidão alinhou-se no caminho em direcção ao seu escritório e atirou objectos ao seu carro.
Assim que chegou ao seu escritório, Khieu Samphan entrou e imediatamente telefonou para o governo chinês para salvá-lo. Pouco depois, uma multidão enfurecida invadiu o prédio, perseguiu Khieu Samphan até o segundo andar e tentou enforcá-lo em um ventilador de teto. Por fim, Khieu Samphan conseguiu escapar do prédio por uma escada com o rosto ensanguentado e foi imediatamente levado para o Aeroporto de Pochentong, de onde saiu do Camboja. Com a saída de Khieu Samphan, a participação do Khmer Vermelho nas eleições parecia duvidosa.
Em Março de 1992, o início da missão da UNTAC no Camboja foi marcado pela chegada de 22.000 soldados da paz da ONU, que incluíam tropas de 22 países, 6.000 funcionários, 3.500 polícias e 1.700 funcionários civis e voluntários eleitorais. A missão foi liderada por Yasushi Akashi. Em junho de 1992, o Khmer Vermelho estabeleceu formalmente o Partido da União Nacional do Kampuchea e anunciou que não se registraria para participar das próximas eleições. Além disso, o Khmer Vermelho também se recusou a desarmar as suas forças, em conformidade com o acordo de Paris.
Para impedir que os vietnamitas étnicos participassem nas eleições, o Khmer Vermelho começou a massacrar comunidades civis vietnamitas, fazendo com que centenas de milhares de vietnamitas fugissem do Camboja. No final de 1992, as forças do Khmer Vermelho avançaram para Kampong Thom a fim de ganhar uma posição estratégica, antes que as forças de paz da ONU fossem totalmente mobilizadas para lá. Nos meses que antecederam as eleições, várias patrulhas militares da ONU foram atacadas quando entravam em território controlado pelo Khmer Vermelho.
Apesar das ameaças constantes do Khmer Vermelho durante as eleições, em 28 de maio de 1993, a FUNCINPEC obteve 45,47 por cento dos votos, contra 38,23 por cento do Partido Popular Cambojano. Embora claramente derrotado, Hun Sen se recusou a aceitar os resultados da eleição, então seu Ministro da Defesa, Sin Song, anunciou a secessão das províncias orientais do Camboja, que apoiavam o Partido Popular Cambojano. O príncipe Norodom Ranariddh, líder da FUNCINPEC e filho de Sihanouk, concordou em formar um governo de coalizão com o Partido Popular Cambojano para que o Camboja não se desintegrasse. Em 21 de setembro de 1993, a Assembleia Constituinte do Camboja aprovou uma nova Constituição e Ranariddh tornou-se primeiro-ministro. Ele nomeou Hun Sen como Segundo Primeiro-Ministro.
Em 23 de setembro de 1993, a monarquia constitucional foi restaurada com Norodom Sihanouk como chefe de Estado. Em julho de 1994, o governo cambojano proibiu o Khmer Vermelho por suas contínuas violações do Acordo de Paris. Mais significativamente, o Governo cambojano também reconheceu especificamente o genocídio e as atrocidades que ocorreram no Kampuchea Democrático. Em 1998, o Khmer Vermelho foi completamente dissolvido.

### Vietnã volta a integrar o mundo
A ocupação militar do Kampuchea teve consequências profundas para a política externa vietnamita. Desde que assumiu o poder no Vietnã do Norte em 1954, a perspectiva comunista vietnamita sobre a política externa tem sido dominada pela necessidade de manter uma ordem mundial de dois campos, comunista e não comunista. De fato, os tratados de amizade que o Vietnã assinou com a União Soviética, o Laos e a República Popular do Kampuchea eram consistentes com essa visão. Apesar de ser o único país disposto a pôr fim ao genocídio do Khmer Vermelho, o Vietnã viu-se vilipendiado pela maioria dos países ocidentais.
Nos anos que se seguiram, o governo vietnamita ficou isolado do mundo e seus esforços para reconstruir o país foram prejudicados pela falta de ajuda das nações capitalistas ocidentais. Além disso, a presença de forças militares vietnamitas no Camboja tornou-se um obstáculo que impediu a normalização das relações diplomáticas com a China, os Estados Unidos e os países membros da ASEAN.
Diante do declínio sofrido pela União Soviética e pelos países socialistas da Europa Oriental, o governo vietnamita começou a restaurar as relações diplomáticas com os países vizinhos como parte de um esforço maior para revitalizar a economia destruída do Vietnã. Desde sua invasão em 1979, a China exerce pressão constante nas fronteiras do norte do Vietnã, com a província de Ha Tuyen sendo regularmente bombardeada pela artilharia chinesa. Em Setembro de 1985, o bombardeamento chinês de Ha Tuyen atingiu o seu pico quando foram disparados 2.000 tiros.
Para reduzir o estado de hostilidade ao longo da região fronteiriça e, finalmente, normalizar as relações com a China, o governo vietnamita abandonou todas as referências hostis à China no 6º Congresso Nacional do Partido, em dezembro de 1986, e também adotou a política Đổi Mới. Em Agosto de 1990, enquanto o Plano de Paz do Camboja, da autoria do ministro dos Negócios Estrangeiros australiano Gareth Evans, estava a ser aprovado pelo Conselho de Segurança da ONU, tanto a China como o Vietnã avançaram no sentido de uma acomodação.
No início de setembro de 1990, o primeiro-ministro vietnamita Đỗ Mười, o secretário-geral Nguyen Van Linh e o ex-primeiro-ministro Pham Van Dong viajaram para Chengdu, na China, onde realizaram uma reunião secreta com o primeiro-ministro chinês Li Peng e o secretário-geral do Partido Comunista Chinês Jiang Zemin. Em 17 de Setembro de 1990, o General Võ Nguyên Giáp também fez uma viagem à China e agradeceu ao Governo chinês pela sua assistência anterior. Apesar dos sinais exteriores de melhoria nas relações diplomáticas do Vietnã com a China, os líderes vietnamitas estavam relutantes em apoiar qualquer plano de paz que pudesse enfraquecer o seu governo cliente em Phnom Penh.
Entretanto, quando as quatro facções cambojanas chegaram a um acordo sobre o arranjo de partilha de poder delineado na Terceira Reunião Informal de Jacarta, em fevereiro de 1990, o Vietnã e a China rapidamente se moveram para restabelecer relações diplomáticas formais. Em novembro de 1991, o recém-eleito primeiro-ministro vietnamita Võ Văn Kiệt viajou para Pequim e encontrou-se com o seu homólogo chinês, Li Peng, e emitiram um comunicado de 11 pontos restabelecendo os laços diplomáticos entre os dois países após 10 anos sem relações formais.
O fim do conflito cambojano também pôs fim ao embargo comercial e de ajuda imposto pela ASEAN, em vigor desde 1979. Em Janeiro de 1990, o primeiro-ministro tailandês, Chatichai Choonhavan, expressou publicamente o seu apoio ao Vietnã e ao resto da Indochina para obterem a admissão na ASEAN. No período entre o final de 1991 e o início de 1992, o Vietnã restaurou relações com vários países-membros da ASEAN. Como resultado, entre 1991 e 1994, os investimentos dos países da ASEAN representaram 15 por cento do investimento estrangeiro directo no Vietnã.
Além dos benefícios económicos óbvios, a ASEAN também proporcionou um ambiente pacífico que garantiu a segurança nacional do Vietnã contra ameaças estrangeiras na era pós-Guerra Fria, quando a ajuda soviética já não estava disponível. Assim, em 28 de Julho de 1995, o Vietnã tornou-se oficialmente o sétimo membro da ASEAN, depois de altos funcionários da ASEAN terem convidado o Vietnã a juntar-se à Reunião Ministerial da ASEAN em Banguecoque, em 1994. Depois, em Agosto de 1995, o Gabinete de Ligação dos EUA em Hanói foi elevado ao estatuto de Embaixada, depois de o Presidente dos EUA, Bill Clinton, ter anunciado uma normalização formal das relações diplomáticas com o Vietnã em 11 de Julho de 1995, pondo assim fim ao isolamento do Vietnã em relação aos Estados Unidos.

### Impactos ambientais
A cobertura florestal do Camboja e do Vietnã sofreu reduções drásticas após o fim do governo do Khmer Vermelho. A queda do Khmer Vermelho foi atribuída às tropas vietnamitas que derrubaram o governo e ocuparam Phnom Penh, estabelecendo a República Popular do Kampuchea (RPK) em 1978. Com a falta de apoio internacional no final da Guerra Fria, o Khmer Vermelho lutou para se reconstruir. Na tentativa de aumentar as receitas e recuperar o poder, eles se estabeleceram ao longo da fronteira entre a Tailândia e o Camboja, no noroeste do Camboja, para se concentrarem na exploração dos recursos naturais do Camboja, incluindo madeira e rubis. Com 15% do total de florestas tropicais globais, o Sudeste Asiático é líder na produção de madeira. Esta iniciativa rapidamente se tornou uma corrida entre facções políticas, à medida que a RPK adoptou os esforços de extracção do Khmer Vermelho.
Entre 1969 e 1995, a cobertura florestal do Camboja diminuiu de 73% para 30–35%. Da mesma forma, o Vietnã perdeu quase três milhões de hectares de cobertura florestal entre 1976 e 1995. Em 1992, o Khmer Vermelho ficou isolado internacionalmente. O Conselho de Segurança das Nações Unidas proibiu todas as exportações de madeira cambojana em Novembro desse ano. Os esforços para criar um ambiente eleitoral neutro levaram à criação da Autoridade de Transição das Nações Unidas (UNTAC) no Camboja. A medida foi implementada em janeiro de 1993. No mesmo ano, os vietnamitas emitiram uma proibição de exploração madeireira, levando o Khmer Vermelho a praticar exploração madeireira ilegalmente. Exportações ilícitas do Camboja para o Vietnã valem US$ 130 milhões a cada ano.
A Tailândia foi o maior violador da UNTAC. O governo tailandês insistiu na época que a madeira importada do Camboja deveria ter um certificado de origem aprovado pelas autoridades governamentais em Phnom Penh. Estes certificados custam 35 dólares americanos por cada metro cúbico de madeira proveniente das áreas de operação do Khmer Vermelho. Isso forçou o Khmer Vermelho a aumentar os preços. Eles aprenderam a falar tailandês e venderam madeira ilegalmente para operadores madeireiros tailandeses, ganhando mais de US$ 10 milhões mensais.
A Global Witness, uma organização não governamental (ONG) internacional de direitos humanos e de ambiente sediada em Londres, reconheceu estas guerrilhas madeireiras quando identificaram exportações em massa do Camboja. Posteriormente, fizeram pressão para uma alteração à Lei de Operações Estrangeiras dos EUA. A lei foi aprovada. Afirmou que a assistência dos EUA não seria mais prestada a nenhum país que cooperasse militarmente com o Khmer Vermelho. A Tailândia fechou as suas fronteiras com o Camboja no dia seguinte.
O Japão foi o segundo maior infrator da UNTAC, tendo adquirido 8.000 metros cúbicos de madeira ao Camboja. Foram identificados outros 46 criminosos incluindo as Coreias, Singapura e Taiwan. Depois de a madeira ser produzida pelo Camboja ou pela região do Sudeste Asiático, estes países “infratores” reprocessam os troncos que são posteriormente transferidos para a América do Norte, Médio Oriente e África para venda.
O RPK acabou por oferecer ao Khmer Vermelho a reintegração nas forças armadas nacionais do Camboja, bem como a reconciliação entre as duas partes. Em Agosto de 1996, o comando regional do Khmer Vermelho regressou a Phnom Penh. Pol Pot, o antigo primeiro-ministro do Kampuchea Democrático, e os seus tenentes permaneceram na região norte para continuarem as tentativas de gerar receitas através da extracção de recursos naturais. No entanto, o grupo tornou-se irrelevante devido à falta de apoio. Em 1998, o Khmer Vermelho estava completamente dissolvido.
Em 2010, o Governo Real do Camboja estabeleceu um plano de gestão florestal denominado Programa Florestal Nacional (PFN), a fim de gerir eficazmente a indústria florestal do Camboja a longo prazo. Vários doadores apoiaram o Programa das Nações Unidas para a Redução das Emissões Provenientes da Desflorestação e da Degradação Florestal (UN-REDD). A própria UN-REDD contribuiu com mais de US$ 3 milhões. O projecto foi também financiado pelo Programa das Nações Unidas para o Desenvolvimento através do Programa-alvo para a atribuição de recursos do núcleo (PNUD-TRAC)  com 500.000 dólares americanos, pelo Programa das Nações Unidas para o Desenvolvimento através da Gestão Florestal Sustentável (PNUD-SFM)  com 250.000 dólares americanos, pelo Programa das Nações Unidas para o Desenvolvimento através da Gestão das Áreas de Conservação através da Gestão da Paisagem (PNUD-CALM)  com 150.000 dólares americanos, e pela Organização das Nações Unidas para a Alimentação e a Agricultura (FAO) com 300.000 dólares americanos.
O Departamento de Florestas e Vida Selvagem e o Projeto de Sementes de Árvores do Camboja apoiaram colaborativamente o desenvolvimento do NFP do Governo Real do Camboja. O objectivo do NFP é contribuir de forma óptima para a redução da pobreza e para o crescimento macroeconómico através da gestão e conservação florestal sustentáveis, com a participação activa das partes interessadas, especialmente nas zonas rurais.

### Consequências políticas
O povo cambojano continua a ter opiniões diversas sobre o resultado da guerra. Alguns cambojanos consideraram o Vietnã como o seu salvador por lutar e derrubar o brutal governo do Khmer Vermelho, e por ajudar o Camboja mesmo enquanto estava sob sanções. Por outro lado, os radicais cambojanos encararam a guerra como uma conquista imperialista vietnamita; esta visão, desde 2010, desenvolveu-se na ascensão desenfreada do nacionalismo cambojano e do sentimento anti-vietnamita, que levou à morte de alguns cidadãos vietnamitas no Camboja.
O aumento desenfreado do sentimento antivietnamita no Camboja foi fomentado por queixas históricas que existiam antes da guerra de 1978. Para os nacionalistas cambojanos, o trauma das anteriores incursões e ocupações vietnamitas desde o século XVII deu ímpeto à sua crescente hostilidade contra os vietnamitas. Por outro lado, e ironicamente, a China, o anterior apoiante do Khmer Vermelho, era venerada como um novo aliado, o que fortaleceu as relações entre o Camboja e a China em resposta aos receios de uma possível intervenção vietnamita.
Do lado vietnamita, tanto o governo comunista como os anticomunistas consideraram a guerra como uma libertação justa do Camboja do genocídio, embora alguns se opusessem devido à aliança anterior entre o Khmer Vermelho e o Vietcong, e tenham demonstrado a sua desconfiança em relação aos cambojanos devido à crescente relação cambojano-chinesa.
A reação à guerra no Camboja também variou em todo o mundo. Embora a forte oposição à ocupação vietnamita na década de 1980 tenha resultado em sanções contra o Vietnã, desde 2000, as opiniões simpáticas à causa do Vietnã aumentaram drasticamente em número. Isto foi atribuído às crescentes relações do Vietnã com o mundo ocidental e à sua boa reputação no exterior, incluindo entre antigos adversários (excepto a China e vários grupos nacionalistas cambojanos), com maior reconhecimento da boa vontade do Vietnã para com os cambojanos, embora não sem controvérsias e oposição.
As relações do Vietnã com os países comunistas China e Coreia do Norte também foram severamente prejudicadas devido ao apoio de Pequim e Pyongyang ao Khmer Vermelho. Como ambas as nações nunca reconheceram seu apoio a Pol Pot, as relações entre o Vietnã e as duas nações sempre foram difíceis, apesar do fim da guerra. Durante a invasão vietnamita, a Coreia do Norte apoiou a invasão do Vietnã pela China em 1979, e também apoiou abertamente as reivindicações territoriais da China no Mar da China Meridional contra o Vietnã. Desde o fim da guerra no Camboja, o Vietnã se recusa a apoiar a Coreia do Norte contra a Coreia do Sul e permanece profundamente ressentido com o apoio norte-coreano ao Khmer Vermelho. Foi somente em 2007 que um presidente vietnamita, Nông Đức Mạnh, finalmente fez uma visita à Coreia do Norte, a primeira visita de alto escalão desde 1957, que foi seguida mais tarde pela visita de Kim Jong Un ao Vietnã durante a Cúpula Trump-Kim de 2019, com o objetivo de reparar as relações anteriormente danificadas. No entanto, o Vietnã opôs-se abertamente aos testes de mísseis da Coreia do Norte, que foram considerados um testemunho da antiga hostilidade.